# Sports paralympiques

Logo du Comité international paralympique.

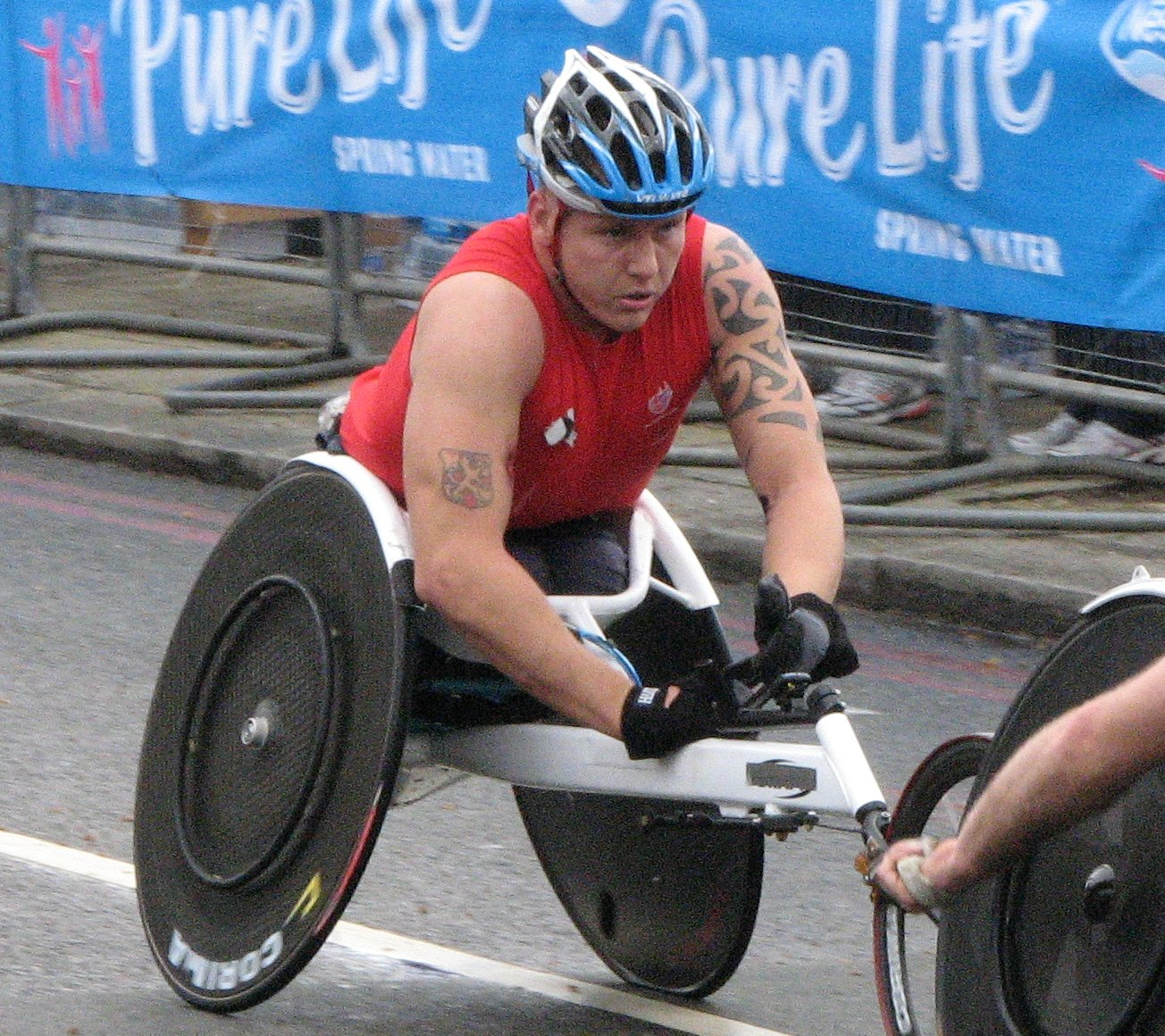
Le Britannique David Weir, qui prend part aux épreuves d'athlétisme T54.

Les sports paralympiques sont les sports présents aux Jeux paralympiques d'été et d'hiver. Certaines sont des disciplines courantes (cyclisme, équitation, judo, ski de fond...) dont les règles sont adaptées pour le handisport. Ces adaptations peuvent être importantes ; ainsi, le rugby-fauteuil ressemble assez peu au rugby des athlètes valides. D'autres sont des disciplines de nature exclusivement paralympique : le boccia, le goalball.

## Disciplines

### Sports paralympiques d'été

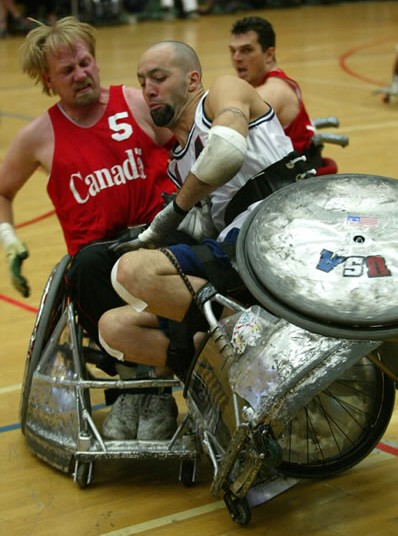
Canada contre États-Unis lors d'un match de rugby en fauteuil roulant, un sport qui se pratique en intérieur.

|                     |                           |                     | XXe siècle | XXe siècle | XXe siècle | XXe siècle | XXe siècle | XXe siècle | XXe siècle | XXe siècle | XXe siècle | XXe siècle | XXe siècle | XXIe | XXIe | XXIe | XXIe | XXIe | XXIe |
| Discipline et sport | Discipline et sport       | Discipline et sport | 60         | 64         | 68         | 72         | 76         | 80         | 84         | 88         | 92         | 96         | 00         | 04   | 08   | 12   | 16   | 20   | 24   |
| Athlétisme          | Athlétisme                |                     | ·          | ·          | ·          | ·          | ·          | ·          | ·          | ·          | ·          | ·          | ·          | ·    | ·    | ·    | ·    | ·    | ·    |
| Aviron              | Aviron                    |                     |            |            |            |            |            |            |            |            |            |            |            |      | ·    | ·    | ·    | ·    | ·    |
| Basket-ball         | en fauteuil roulant       |                     | ·          | ·          | ·          | ·          | ·          | ·          | ·          | ·          | ·          | ·          | ·          | ·    | ·    | ·    | ·    | ·    | ·    |
| Basket-ball         | déficience intellectuelle |                     |            |            |            |            |            |            |            |            |            | ·          | ·          |      |      |      |      |      |      |
| Badminton           | Badminton                 |                     |            |            |            |            |            |            |            |            |            |            |            |      |      |      |      | ·    | ·    |
| Boccia              | Boccia                    |                     |            |            |            |            |            |            | ·          | ·          | ·          | ·          | ·          | ·    | ·    | ·    | ·    | ·    | ·    |
| Boulingrin          | Boulingrin                |                     |            |            | ·          | ·          | ·          | ·          | ·          | ·          |            | ·          |            |      |      |      |      |      |      |
| Canoë               | Canoë                     |                     |            |            |            |            |            |            |            |            |            |            |            |      |      |      | ·    | ·    | ·    |
| Cyclisme            | sur route                 |                     |            |            |            |            |            |            | ·          | ·          | ·          | ·          | ·          | ·    | ·    | ·    | ·    | ·    | ·    |
| Cyclisme            | sur piste                 |                     |            |            |            |            |            |            |            | ·          | ·          | ·          | ·          | ·    | ·    | ·    | ·    | ·    | ·    |
| Dartchery           | Dartchery                 |                     | ·          | ·          | ·          | ·          | ·          | ·          |            |            |            |            |            |      |      |      |      |      |      |
| Équitation          | Équitation                |                     |            |            |            |            |            |            |            |            |            | ·          | ·          | ·    | ·    | ·    | ·    | ·    | ·    |
| Escrime             | Escrime                   |                     | ·          | ·          | ·          | ·          | ·          | ·          | ·          | ·          | ·          | ·          | ·          | ·    | ·    | ·    | ·    | ·    | ·    |
| Football            | à 5                       |                     |            |            |            |            |            |            |            |            |            |            |            | ·    | ·    | ·    | ·    | ·    | ·    |
| Football            | à 7                       |                     |            |            |            |            |            |            | ·          | ·          | ·          | ·          | ·          | ·    | ·    | ·    | ·    |      |      |
| Goalball            | Goalball                  |                     |            |            |            |            |            | ·          | ·          | ·          | ·          | ·          | ·          | ·    | ·    | ·    | ·    | ·    | ·    |
| Haltérophilie       | Haltérophilie             |                     |            | ·          | ·          | ·          | ·          | ·          | ·          | ·          | ·          | ·          | ·          | ·    | ·    | ·    | ·    | ·    | ·    |
| Judo                | Judo                      |                     |            |            |            |            |            |            |            | ·          | ·          | ·          | ·          | ·    | ·    | ·    | ·    | ·    | ·    |
| Lutte               | Lutte                     |                     |            |            |            |            |            | ·          | ·          |            |            |            |            |      |      |      |      |      |      |
| Natation            | Natation                  |                     | ·          | ·          | ·          | ·          | ·          | ·          | ·          | ·          | ·          | ·          | ·          | ·    | ·    | ·    | ·    | ·    | ·    |
| Rugby-fauteuil      | Rugby-fauteuil            |                     |            |            |            |            |            |            |            |            |            |            | ·          | ·    | ·    | ·    | ·    | ·    | ·    |
| Snooker             | Snooker                   |                     | ·          | ·          | ·          | ·          | ·          |            | ·          | ·          |            |            |            |      |      |      |      |      |      |
| Taekwondo           | Taekwondo                 |                     |            |            |            |            |            |            |            |            |            |            |            |      |      |      |      | ·    | ·    |
| Tennis              | Tennis                    |                     |            |            |            |            |            |            |            |            | ·          | ·          | ·          | ·    | ·    | ·    | ·    | ·    | ·    |
| Tennis de table     | Tennis de table           |                     | ·          | ·          | ·          | ·          | ·          | ·          | ·          | ·          | ·          | ·          | ·          | ·    | ·    | ·    | ·    | ·    | ·    |
| Tir                 | Tir                       |                     |            |            |            |            | ·          | ·          | ·          | ·          | ·          | ·          | ·          | ·    | ·    | ·    | ·    | ·    | ·    |
| Tir à l'arc         | Tir à l'arc               |                     | ·          | ·          | ·          | ·          | ·          | ·          | ·          | ·          | ·          | ·          | ·          | ·    | ·    | ·    | ·    | ·    | ·    |
| Triathlon           | Triathlon                 |                     |            |            |            |            |            |            |            |            |            |            |            |      |      |      | ·    | ·    | ·    |
| Voile               | Voile                     |                     |            |            |            |            |            |            |            |            |            |            | ·          | ·    | ·    | ·    | ·    |      |      |
| Volley-ball         | Volley-ball assis         |                     |            |            |            |            | *          | ·          | ·          | ·          | ·          | ·          | ·          | ·    | ·    | ·    | ·    | ·    | -    |
| Volley-ball         | Volley-ball debout        |                     |            |            |            |            | ·          | ·          | ·          | ·          | ·          | ·          | ·          |      |      |      |      |      |      |

### Sports paralympiques d'hiver

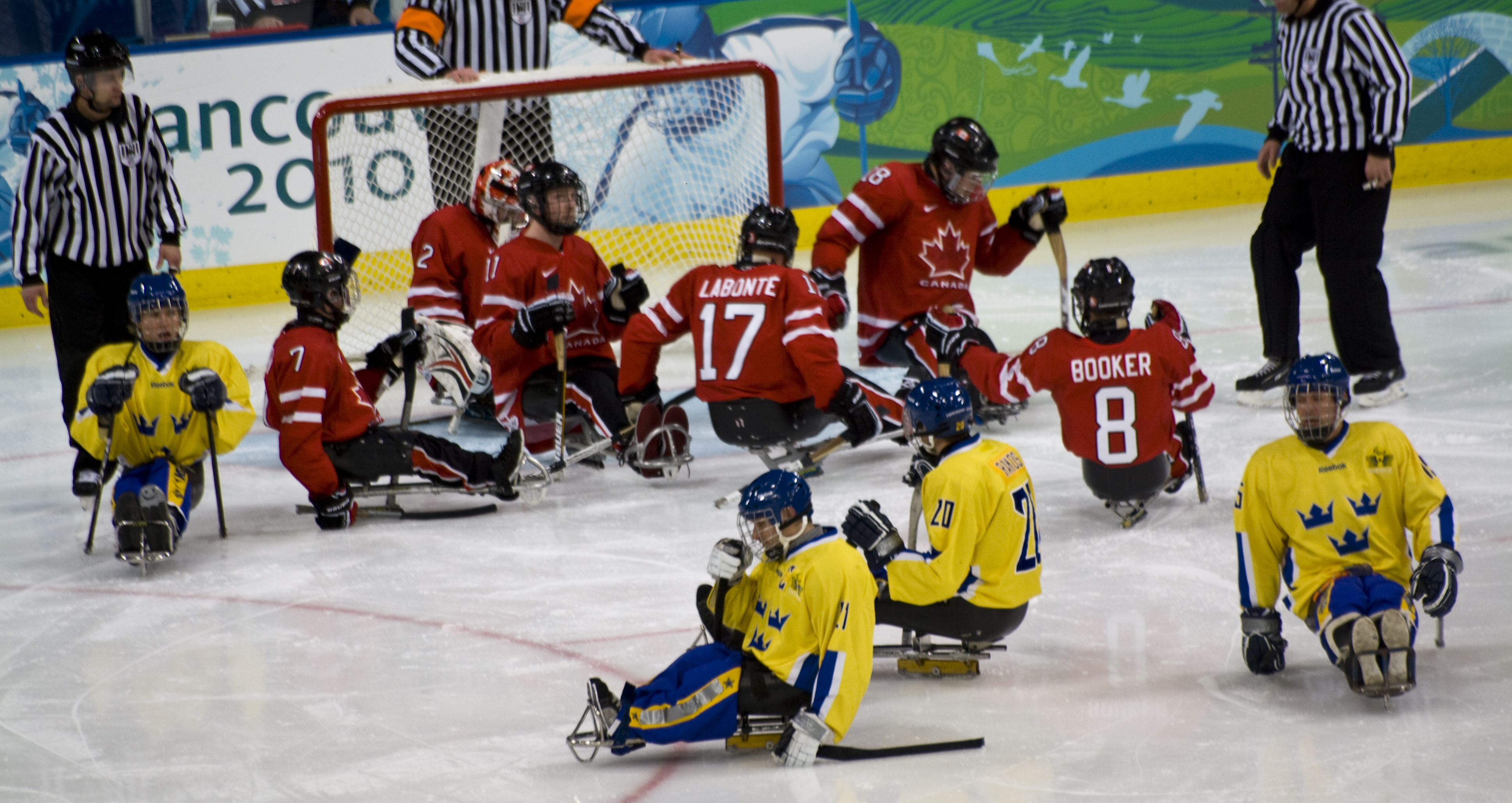
Canada contre Suède en hockey sur luge aux Jeux de 2010.

|                     |                     |                     | XXe siècle | XXe siècle | XXe siècle | XXe siècle | XXe siècle | XXe siècle | XXe siècle | XXIe | XXIe | XXIe | XXIe | XXIe | XXIe | XXIe |
| Discipline et sport | Discipline et sport | Discipline et sport | 76         | 80         | 84         | 88         | 92         | 94         | 98         | 02   | 06   | 10   | 14   | 18   | 22   |      |
| Biathlon            | Biathlon            |                     |            |            |            | ·          | ·          | ·          | ·          | ·    | ·    | ·    | ·    | ·    | ·    |      |
| Course sur luge     | Course sur luge     |                     |            | ·          | ·          | ·          |            | ·          | ·          |      |      |      |      |      |      |      |
| Curling             | Curling             |                     |            |            |            |            |            |            |            |      | ·    | ·    | ·    | ·    | ·    |      |
| Hockey sur luge     | Hockey sur luge     |                     |            |            |            |            |            | ·          | ·          | ·    | ·    | ·    | ·    | ·    | ·    |      |
| Ski alpin           | Ski alpin           |                     | ·          | ·          | ·          | ·          | ·          | ·          | ·          | ·    | ·    | ·    | ·    | ·    | ·    |      |
| Ski nordique        | Ski nordique        |                     | ·          | ·          | ·          | ·          | ·          | ·          | ·          | ·    | ·    | ·    | ·    | ·    | ·    |      |
| Snowboard           | Snowboard           |                     |            |            |            |            |            |            |            |      |      |      | ·    | ·    | ·    |      |

## Classification des athlètes
La nature et la gravité du handicap varient selon les athlètes. Ainsi, les épreuves des athlètes handicapés moteurs sont distinctes de celles des athlètes aveugles ou malvoyants, par exemple. Et au sein de ces ensembles, les athlètes sont catégorisés selon le degré de leur handicap (cécité totale ou non, etc.), afin de concourir contre des adversaires ayant un handicap le plus similaire possible.

### Catégories d'ensemble
Les catégories générales sont les suivantes : 
- amputation (pour les athlètes dénués d'au moins un joint majeur dans un membre) ;
- infirmité motrice cérébrale ;
- handicap mental ;
- handicap visuel ;
- « les autres », terme français employé par le Comité international paralympique pour tout handicap moteur n'étant pas intégrable aux autres catégories, notamment le nanisme ;
- athlètes en fauteuil roulant. Cette catégorie recoupe certaines autres. Elle existe parce que plusieurs disciplines paralympiques sont réservées aux athlètes en fauteuil roulant, quelle que soit la cause de leur handicap (paraplégie, spina bifida, poliomyélite, amputation, infirmité motrice cérébrale...).

À noter qu'après les Jeux paralympiques d'été de 2000, toutes les épreuves pour handicapés mentaux furent suspendues, en raison des difficultés à évaluer ces handicaps. Les athlètes handicapés mentaux purent à nouveau participer aux Jeux paralympiques à compter des Jeux d'été de 2012.

### Évolution de la classification
La classification évolue régulièrement. Ainsi aux Jeux de Tokyo 2020, les catégories pour l'athlétisme intègrent T/F61, T/F62, T/F63 et T/F64* : Athlètes amputés d’une jambe, qui concourent avec des prothèses en position debout.

### Classifications par discipline d'été

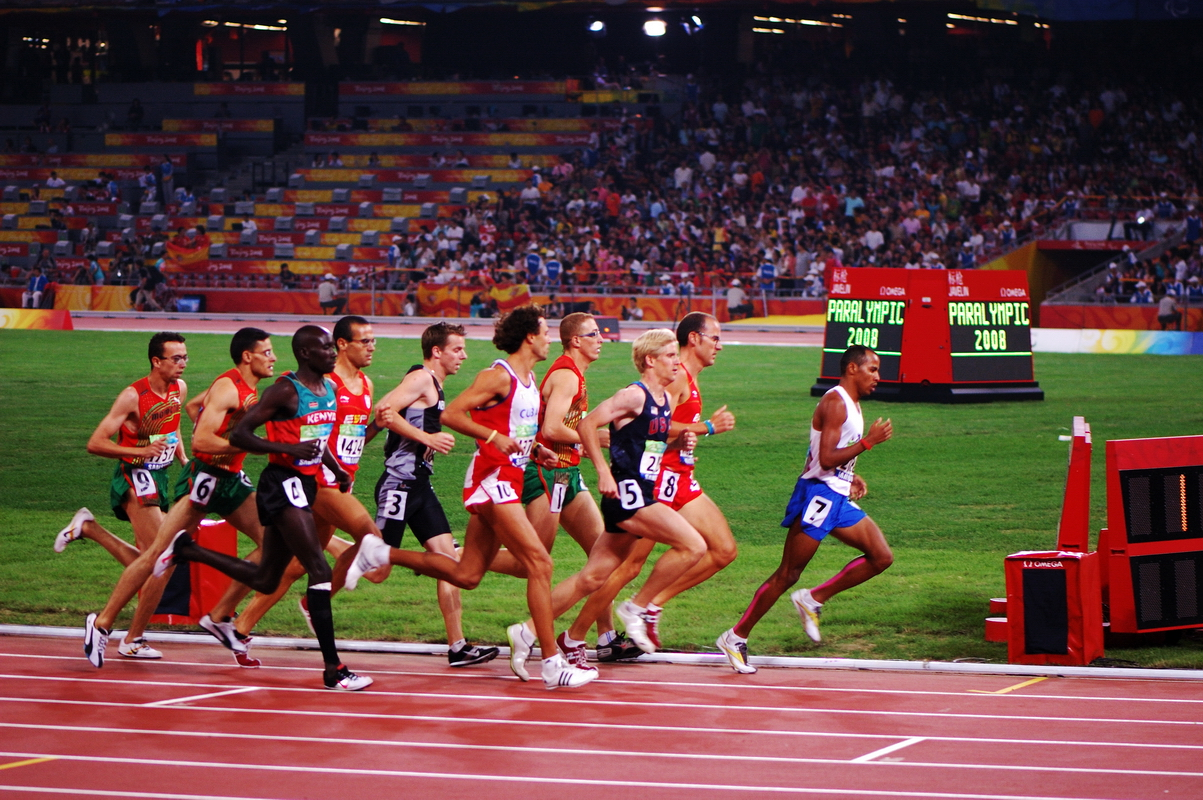
Le 1500 mètres hommes T13 (malvoyants) aux Jeux de 2008.

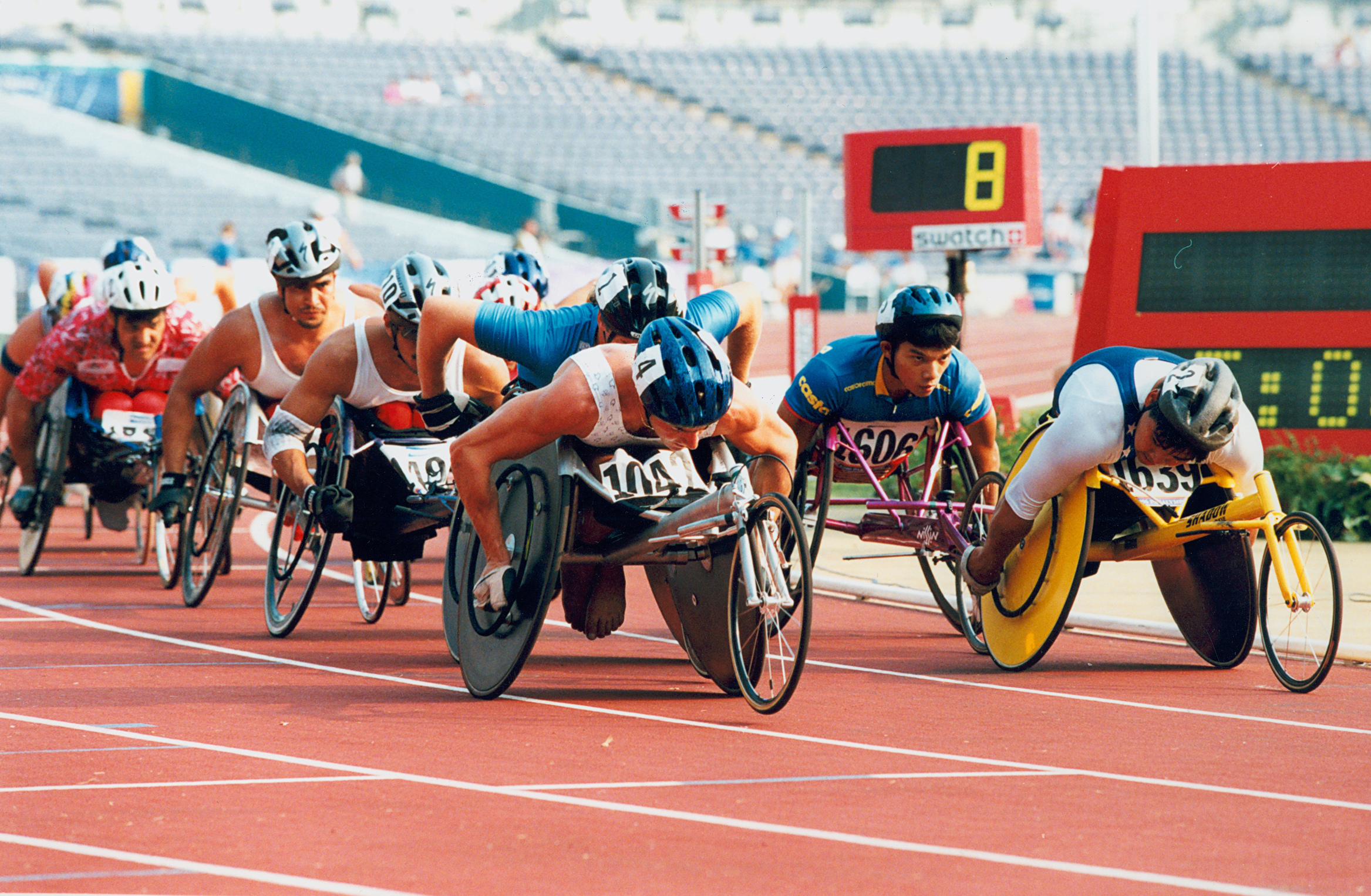
Une épreuve T53 aux Jeux de 1996.

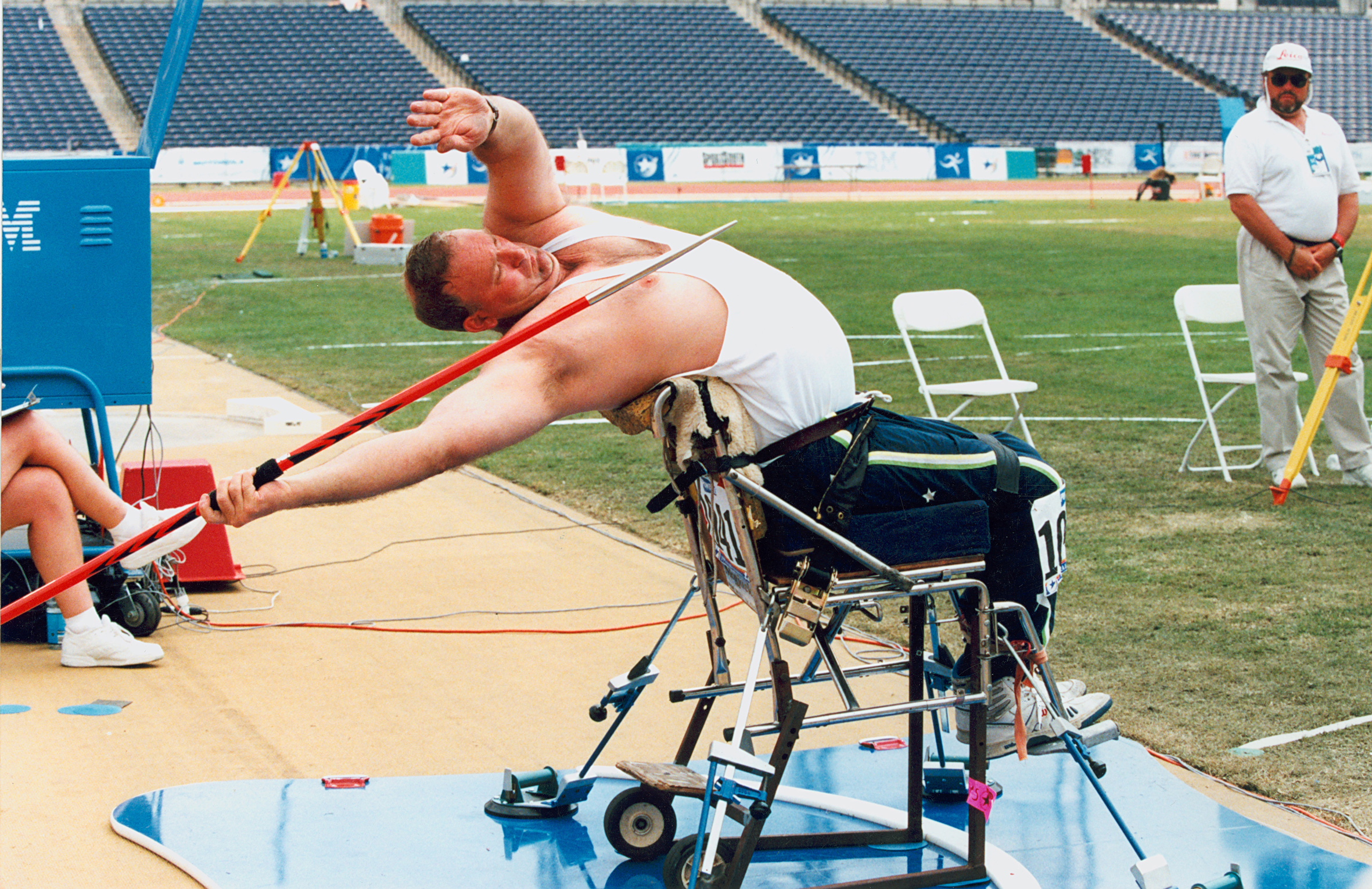
L'Australien Bruce Wallrodt au lancer de javelot F53 aux Jeux de 1996.

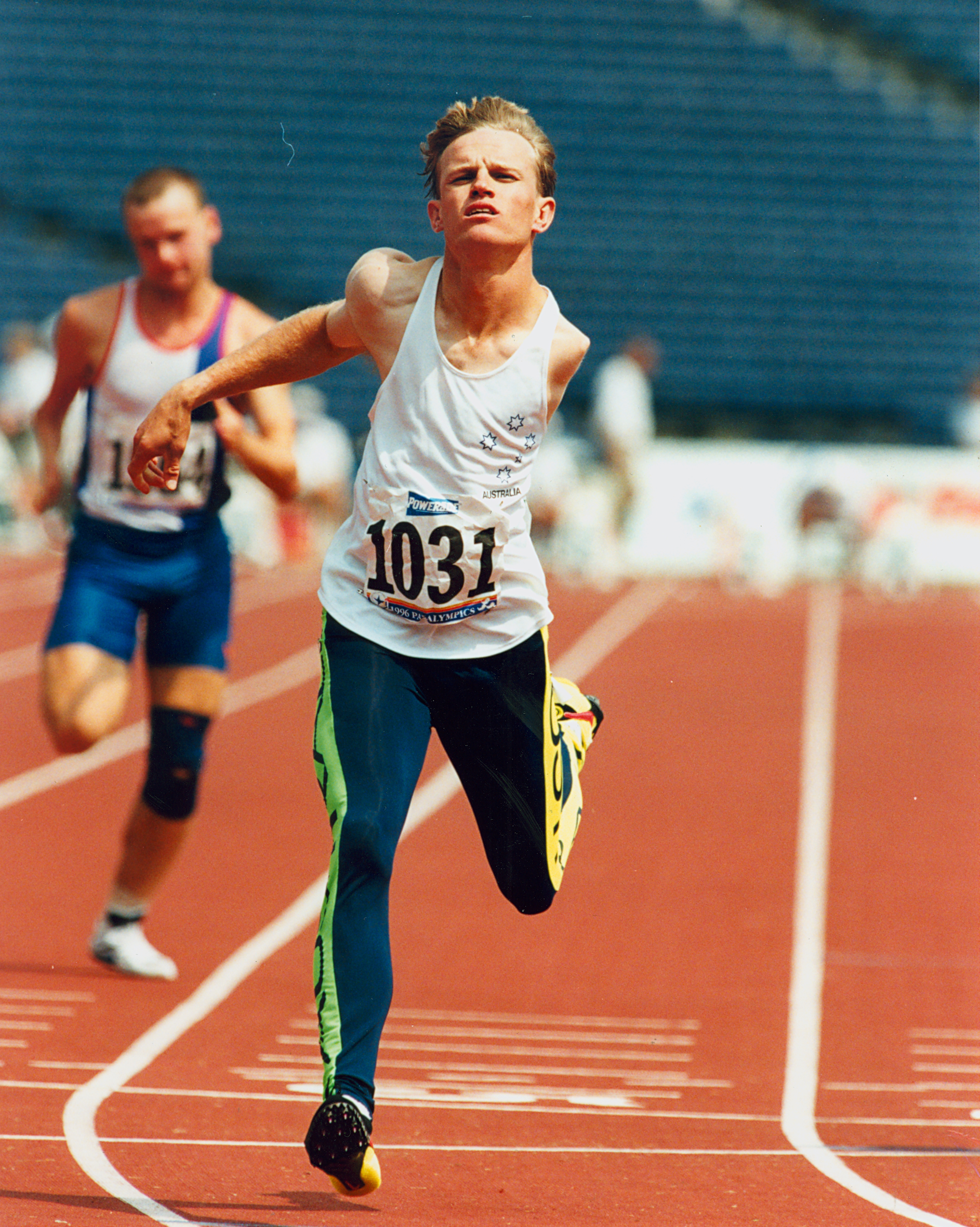
L'Australien Tim Matthews à l'épreuve du 100 mètres T46 aux Jeux de 1996.

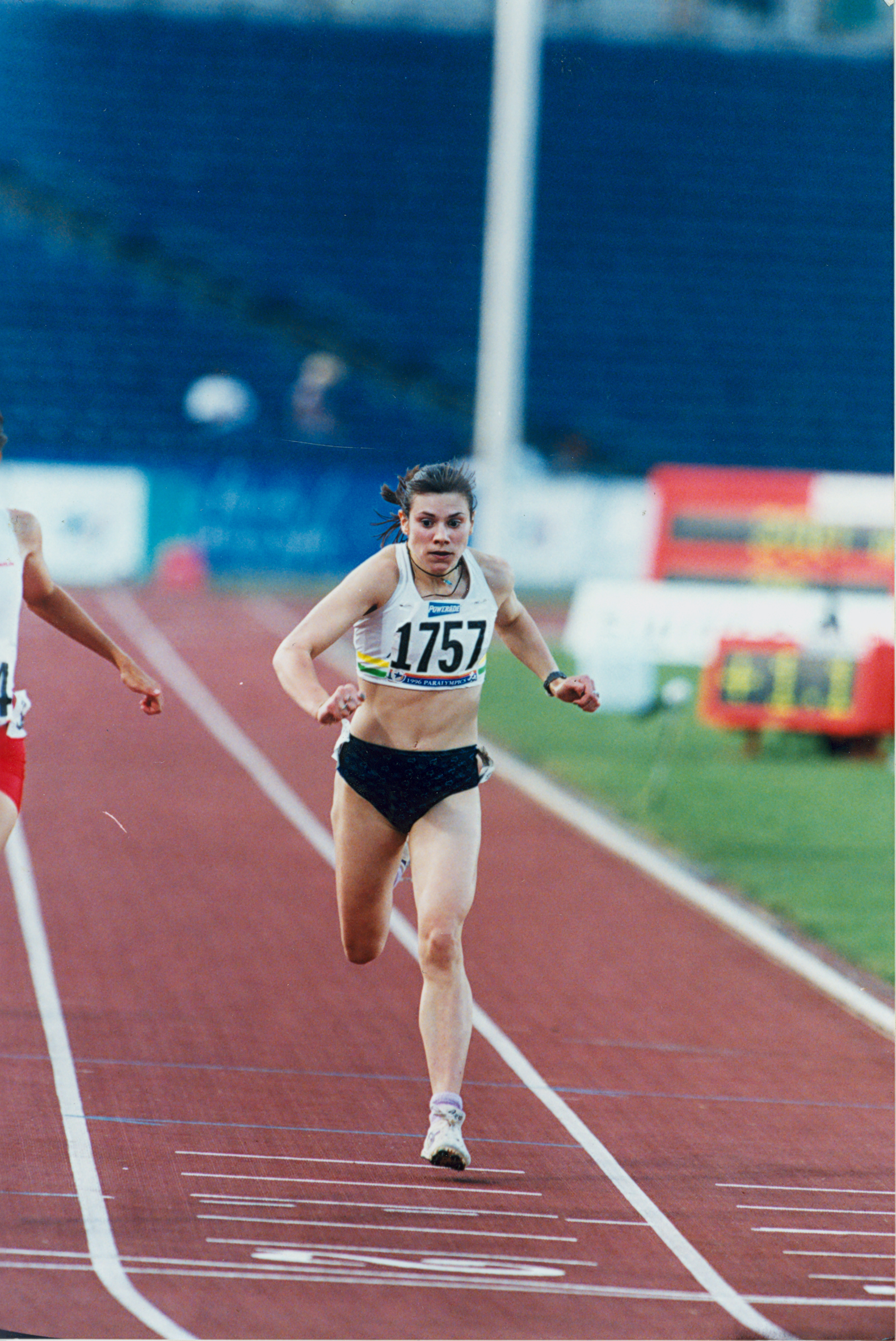
L'Australienne Lisa Llorens, athlète autiste, aux Jeux de 1996. (À l'époque, les épreuves pour handicapés mentaux étaient catégorisés "MH". Aujourd'hui, il s'agirait d'une épreuve T20.)

#### Athlétisme
L'athlétisme recouvre 170 épreuves (en 2012). Cette discipline est ouverte aux athlètes de toutes catégories. Les épreuves sont catégorisés par une lettre ("T" pour la course, "F" pour le lancer ou le saut), suivie d'un nombre qui indique la nature et le degré du handicap, :
- 11 à 13 : handicap visuel. "11" signifie une cécité totale. Pour les courses du 100 mètres au 800 mètres, les athlètes aveugles courent avec un guide qui s'assure qu'ils ne sortent pas de leur couloir.
- 20 : handicap mental
- 31 à 38 : Infirmité motrice cérébrale. Les catégories 31 à 33 recouvrent la tétraplégie (selon la lourdeur du handicap, "31" étant le handicap le plus lourd). Les athlètes catégorisés 34 ou 35 sont handicapés à divers degrés des bras et des jambes ; un athlète catégorisé 34 peut être en fauteuil roulant, mais pas un athlète catégorisé 35. Les athlètes catégorisés 36 sont atteints d'athétose ou d'ataxie, et peuvent marcher et courir sans support (bien qu'avec difficulté). La catégorie 37 est celle d'une hémiplégie moyenne ou minimale ; l'athlète marche et court aussi sans support (en boitant). La catégorie 38, pour les handicaps les moins lourds, recouvre une hémiplégie, diplégie, athétose ou ataxie « minimale ».
- 40 à 46 : Petite taille, puissance musculaire altérée et amputation des membres supérieurs. La catégorie 40 est celle des athlètes de petite taille (taille inférieure à 130 cm pour les hommes et 125 cm pour les femmes). La catégorie 41 est celle des athlètes de petite taille (taille inférieure à 145 cm pour les hommes et 137 cm pour les femmes). Les athlètes catégorisés 42 ont une puissance musculaire altérée au-dessus du genou (simple ou bilatérale), 43 : au-dessous du genou (bilatérale) et 44 : au-dessous du genou (simple). Les athlètes catégories 45, 46 ou 47 sont amputés des deux bras (45) ou d'un seul au-dessus du coude (46), ou d'une amputation entre coude et poignet (47).
- T51 à 54 : Blessés médullaires. Athlètes en fauteuil roulant (épreuves de course). La catégorie 51 désigne le niveau de handicap le plus lourd (peu ou pas de mouvement des jambes et du torse, problèmes d'équilibre sévères, couplés à un handicap aux mains ou aux bras), et 54, le moins lourd (pas de handicap aux bras).
- F51 à 57 : athlètes en fauteuil roulant (épreuves de lancer assis). Le principe est le même, mais avec une gamme de distinctions plus élargie.
- 61 à 64 : Amputation au niveau des membres inférieurs. Les athlètes sont amputés avec prothèses : bi-amputés fémoraux (61), bi-amputés tibiaux (62), amputé fémoral (63) et amputé tibial (64). Par exemple, la néerlandaise Fleur Jong, amputée des deux jambes, participe aux épreuves de la catégorie T62 et T64, et porte des prothèses.
- T71 à 72 : Troubles sévères de la coordination. Ils pratiquent uniquement le frame running.

Le Suisse Franz Nietlispach, quatorze fois médaillé d'or, prenait part aux épreuves catégorisées T54.

#### Aviron
Les catégories correspondent au type de handicap :
- LTA signifie « jambes, tronc et bras » (legs, trunk and arms), et indique que l'athlète est capable d'utiliser toutes ces parties de son corps pour ce sport. Cette catégorie inclut divers handicaps moteurs et physiques. Les handicaps mentaux sont inclus dans cette catégorie. Les handicapés visuels doivent se bander les yeux.
- TA : athlètes n'ayant pas l'usage de leurs jambes.
- AS : athlètes ne pouvant se servir ni de leurs jambes, ni de leur tronc, uniquement de leurs bras et épaules.

Pour les épreuves mixtes à quatre, le barreur peut être valide. Les athlètes aveugles ou malvoyants, ayant besoin d'un barreur voyant, prennent nécessairement part aux épreuves à quatre. Un rameur peut concourir dans une catégorie supérieure, mais pas à un niveau inférieur : les rameurs AS et TA peuvent participer à des événements LTA, mais un athlète LTA ne peut participer à une course TA.

#### Badminton
Les catégories en simple au badminton sont les suivantes :
- WH1 : Joueur assis en fauteuil roulant, l'athlète dispose d’un mauvais ou ne dispose pas d’équilibre du tronc
- WH2 : Joueur assis en fauteuil roulant, l'athlète dispose d’un équilibre du tronc normal ou proche de la normal
- SL3 : Joueur debout membre inférieur, l'athlète marche ou court avec un boitement dû au handicap ou à l’absence de membre inférieur
- SL4 : Joueur debout membre inférieur, l'athlète peut marcher avec une légère mou mais se déplace de manière fluide
- SU5 : Joueur debout membre supérieur, l'athlète est limité dans la fonction de base du membre supérieur ou par l’absence du membre supérieur
- SH6 : Joueur de petite taille, l'athlète doit entre autres mesurer au maximum 145 cm pour les hommes et 137 cm pour les femmes

#### Basketball
Le basketball aux Jeux paralympiques est pratiqué en fauteuil roulant. Chaque athlète est classé de 1 à 4.5 selon son niveau de handicap, "1" désignant les handicaps les plus lourds, et les cinq joueurs d'une équipe sur le terrain ne doivent pas totaliser plus de 14 "points" de handicap. Ainsi, par exemple, une équipe pourrait comporter un athlète classé 4, deux classés 3, un classé 2.5 et un classé 1.5. Un athlète classé "1" a peu ou pas de contrôle sur le mouvement de son torse, des difficultés d'équilibre, et une incapacité à tourner le torse autrement qu'à l'aide de ses bras. Un athlète classé "4.5" est bien sûr handicapé de la partie inférieure du corps, mais n'a aucun handicap du tronc ou des bras,.

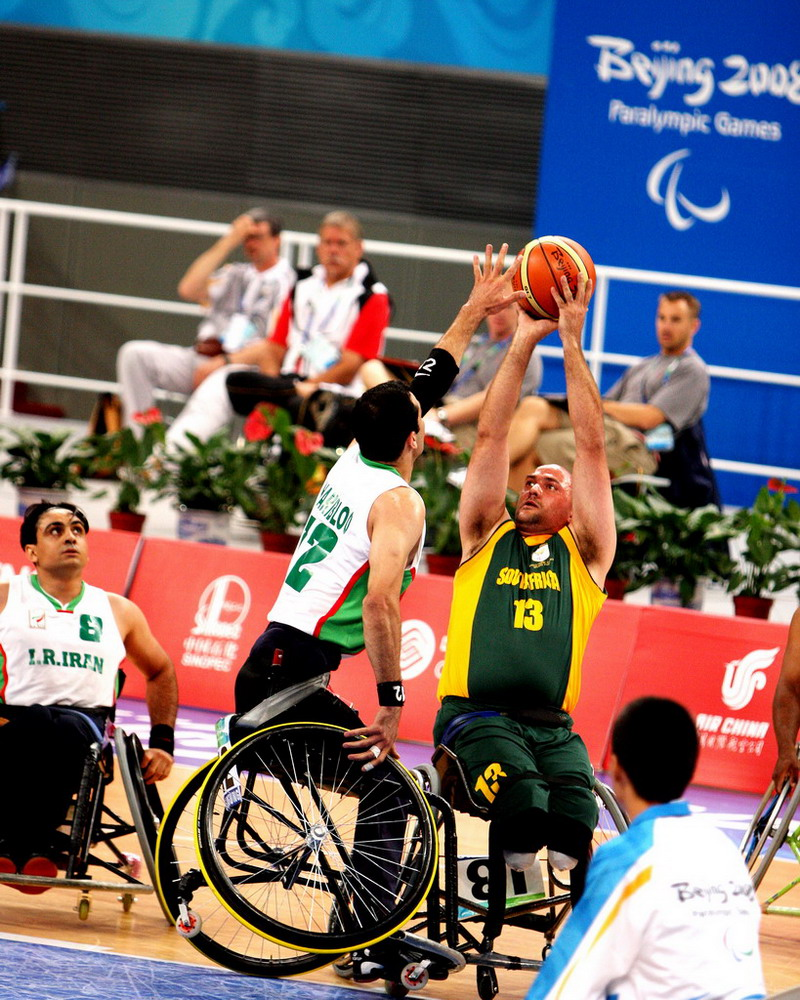
Basketball : Afrique du Sud contre Iran, épreuve hommes, aux Jeux de 2008.

#### Boccia
Les athlètes, atteints de handicaps moteur sérieux, sont en fauteuil roulant. Il y a quatre catégories :
- BC1 : infirmité motrice cérébrale ; les athlètes sont capables de lancer la balle.
- BC2 : infirmité motrice cérébrale, de niveau moindre.
- BC3 : infirmité motrice cérébrale particulièrement lourde. Les athlètes n'ont pas la capacité motrice de lancer la balle, et peuvent le placer sur une rampe. Ils peuvent être aidés physiquement par une personne qui a le dos tourné au jeu.
- BC4 : handicaps de nature similaire (par exemple, dystrophie musculaire). Les athlètes ne sont pas aidés.

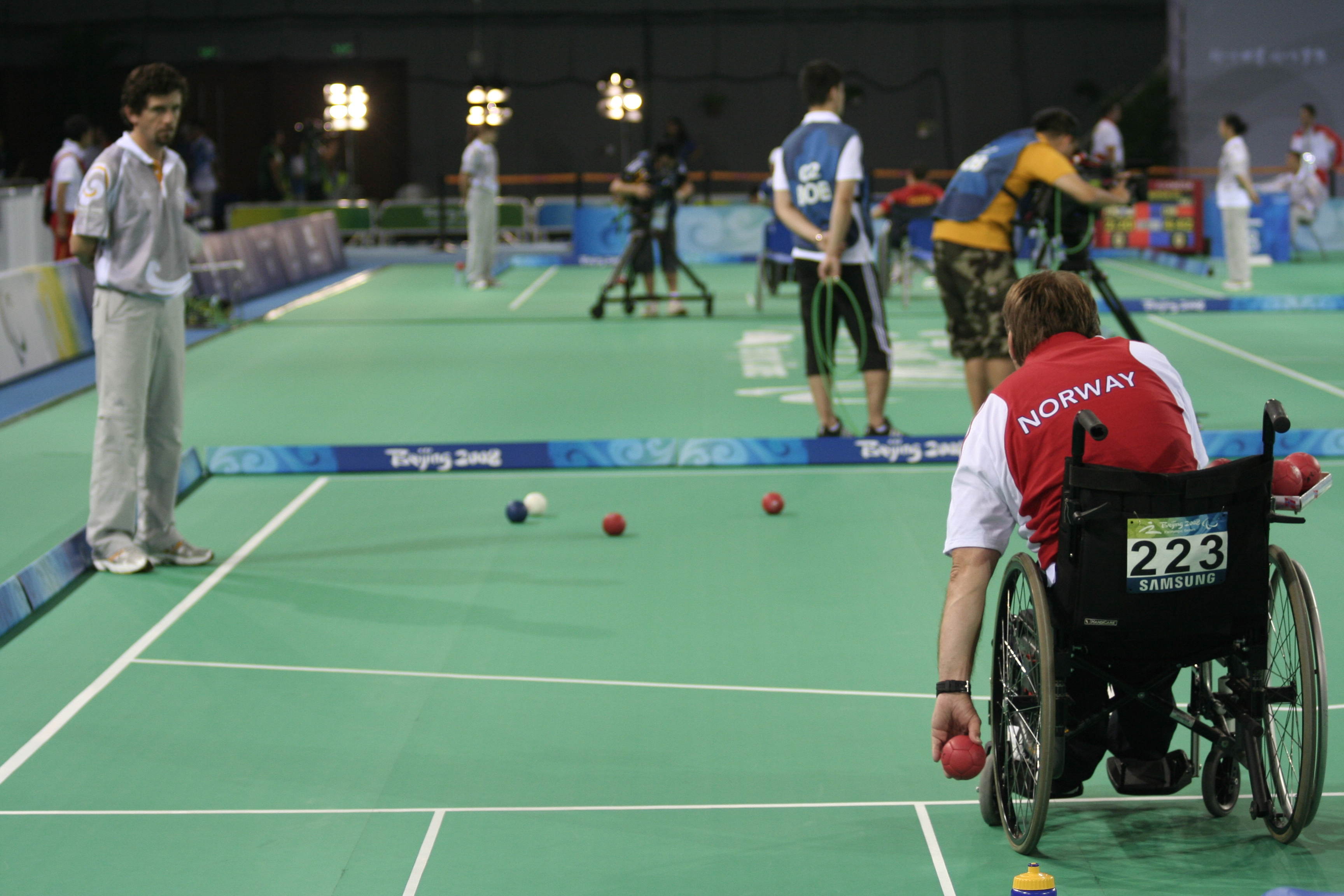
Boccia aux Jeux de 2008 : le Norvégien John Nørsterud lors d'une épreuve individuelle de catégorie BC2.

#### Cyclisme
Il y a des épreuves de cyclisme sur piste, et de cyclisme sur route. Les catégories sont les mêmes, :
- B1 à 3 : handicap visuel. La catégorie B1 désigne la cécité. L'athlète (tous niveaux de handicap) concourt sur un tandem avec un guide valide (qui reçoit également une médaille en cas de victoire).
- C1 à 5 : divers handicaps, dont amputation ou infirmité motrice cérébrale. L'athlète est néanmoins capable de concourir sur un vélo ordinaire. La catégorie C1 désigne le niveau de handicap le plus lourd.
- H1 à H4 : divers handicaps (membres inférieurs) et problèmes d'équilibre, nécessitant l'utilisation d'un handbike.
- T1 à 2 : handicaps lourds (problèmes moteurs et d'équilibre), nécessitant l'utilisation d'un tricycle.

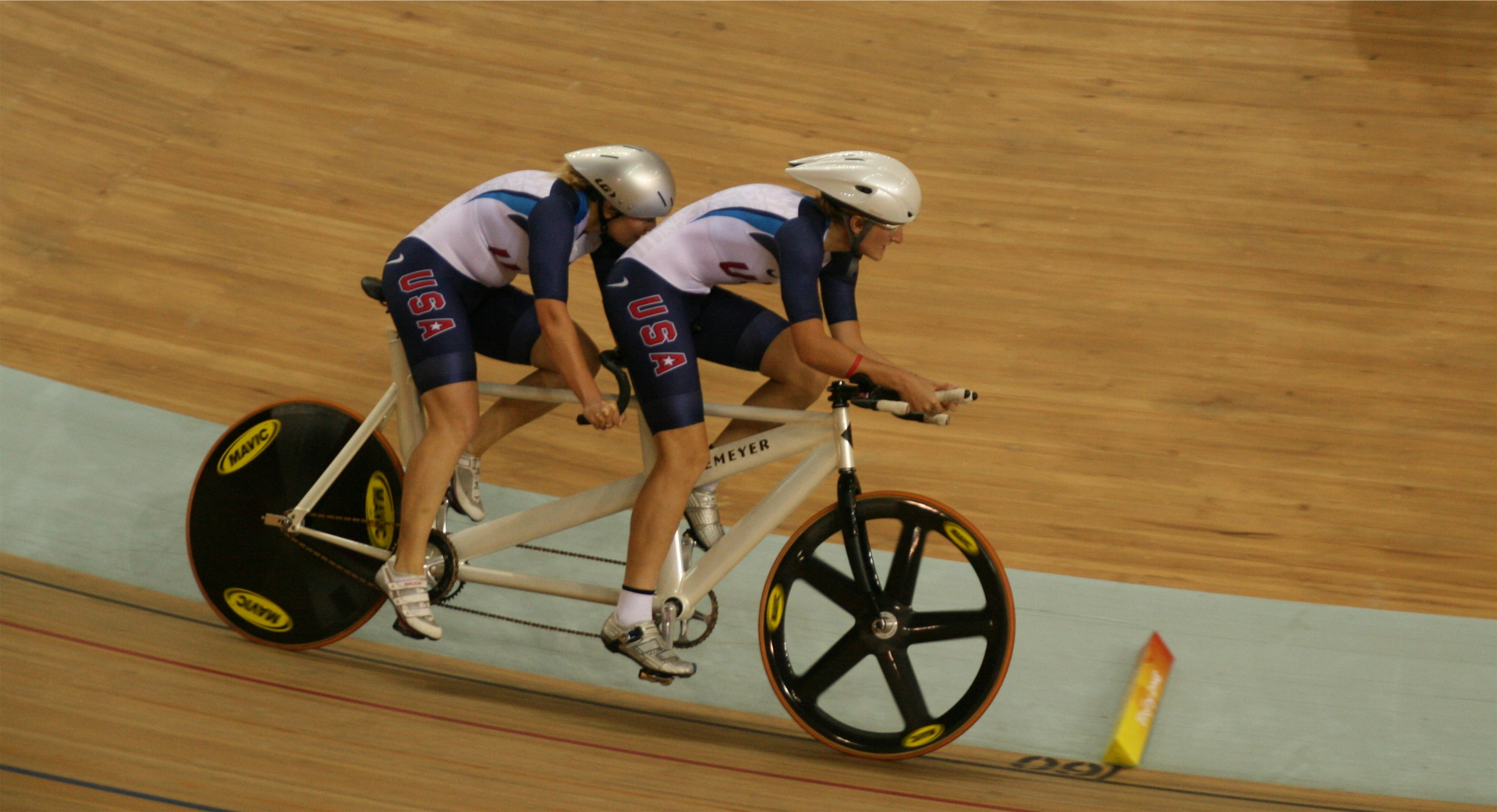
La cycliste américaine aveugle Karissa Whitsell (arrière) et son guide Mackenzie Woodring aux Jeux de 2008.

#### Équitation
Pour les sports équestres, seul le dressage figure aux Jeux paralympiques. Les athlètes sont catégorisés par « grade » selon leur niveau de handicap, :
- grade Ia et Ib : handicaps les plus lourds : problèmes d'équilibre et/ou handicap des quatre membres. Inclut les athlètes atteints de traumatisme médullaire ou d'infirmité motrice cérébrale.
- grade II : handicaps similaires mais d'une sévérité moindre. (Ces athlètes sont généralement en fauteuil roulant dans la vie courante.)
- grade III : handicap moyen des quatre membres, ou handicap sévère des deux bras, ou athlètes totalement aveugles.
- grade IV : handicap d'un ou deux membres, ou athlète malvoyant.

Le Britannique Lee Pearson, neuf fois champion paralympique, est atteint d'arthrogrypose.

#### Escrime
L'escrime aux Jeux paralympiques se pratique dans un fauteuil roulant immobilisé, à une distance suffisamment courte pour que chaque athlète puisse atteindre son adversaire. Les athlètes sont simplement classés "A" ou "B", la catégorie B désignant ceux qui ont besoin d'un support, outre leur fauteuil, pour garder l'équilibre. Les athlètes affrontent des concurrents de leur propre catégorie.

#### Football
Le football paralympique se décompose en football à 5, pour aveugles ou malvoyants, et en football à 7, pour athlètes atteints d'infirmité motrice cérébrale. Le football à cinq, comme son nom l'indique, oppose deux équipes de cinq joueurs : quatre joueurs de terrain aveugles ou malvoyants, les yeux bandés par souci d'équité, et un gardien de but voyant ou modérément malvoyant. Le terrain mesure 42 mètres sur 22. Chaque mi-temps dure 25 minutes. Le ballon émet un son pour guider les joueurs. À ce jour[Quand ?], il n'existe pas de compétition féminine aux Jeux paralympiques. Il en va de même pour la compétition de football à 7, qui se déroule sur un terrain de 70 mètres sur 50. Une mi-temps dure 30 minutes. Les degrés de handicap étant variables, chaque équipe doit contenir au moins un joueur classé "5" ou "6" (les niveaux de handicap les plus lourds), les autres pouvant être issus des catégories 7 ou 8.

#### Force athlétique
La force athlétique aux Jeux paralympiques remplace la discipline olympique de l'haltérophilie, et se pratique en position allongée. Elle regroupe des athlètes ayant divers handicaps, dont les amputations ou la paralysie de membres inférieurs, ou l'infirmité motrice cérébrale (à condition que la pratique de ce sport ne présente pas de danger pour l'athlète). Les athlètes sont catégorisés par poids, et non par handicap.

#### Goalball
Le goalball est un sport destiné spécifiquement aux aveugles et aux malvoyants. Chaque équipe comprend trois joueurs, sur un terrain intérieur de 18 mètres sur 9. Les joueurs ont les yeux bandés. Chaque équipe lance tour à tour le ballon à ras du sol vers les cages adverses, qui font neuf mètres de large. Les joueurs adverses, repérant le ballon au son des clochettes qu'il contient, doivent le bloquer avec leur corps. Chaque mi-temps dure 12 minutes. Il y a une compétition masculine et une compétition féminine.

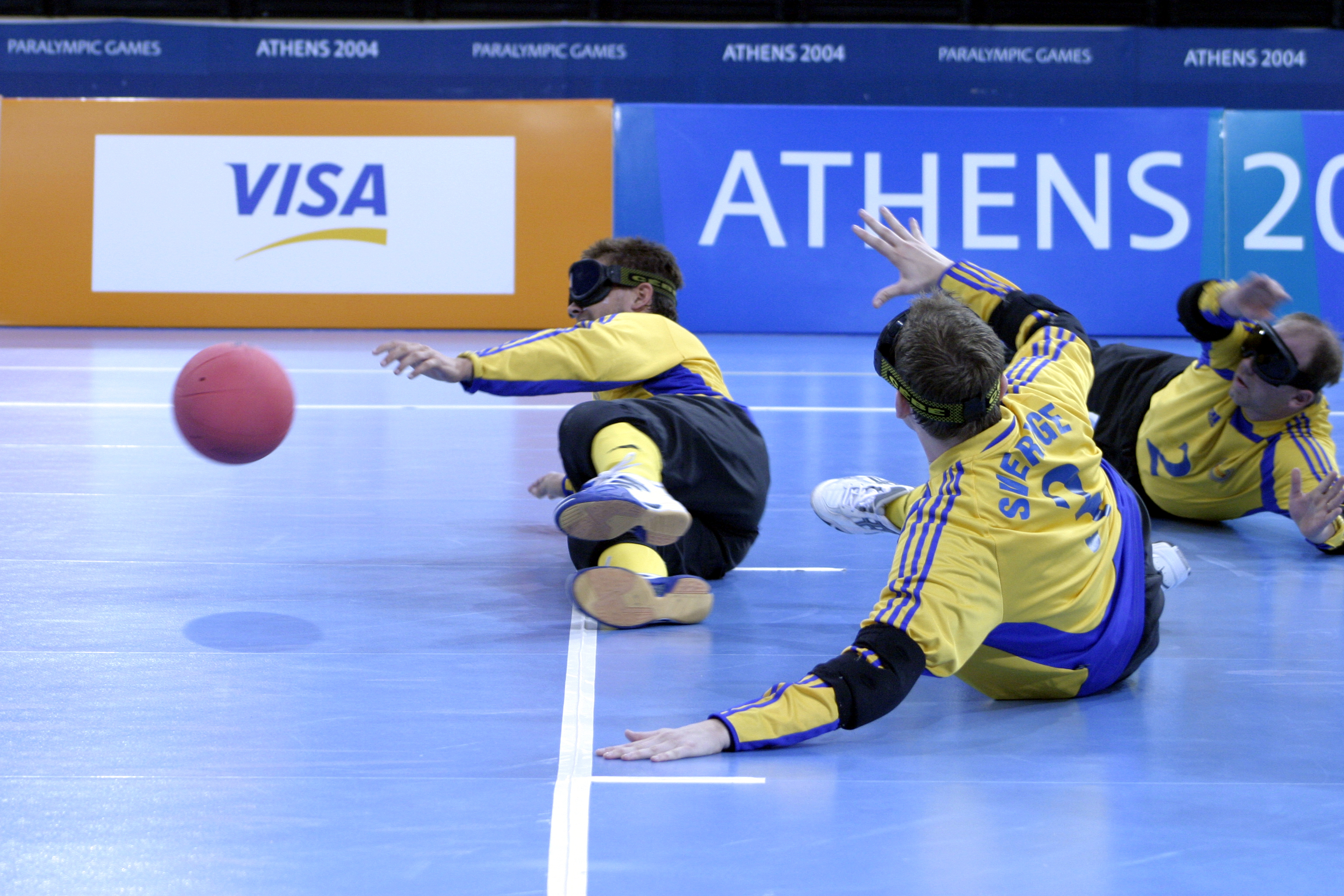
L'équipe de Suède masculine de goalball aux Jeux de 2004.

#### Judo
Le judo aux Jeux paralympiques est identique aux épreuves olympiques, si ce n'est que les athlètes sont aveugles ou malvoyants. Ils ne sont pas catégorisés par leur niveau de handicap, mais par leur poids, comme pour les valides.

#### Natation
Il y a 148 épreuves en natation (en 2012), essentiellement les mêmes qu'aux Jeux olympiques mais subdivisées en catégories de handicap. Les épreuves sont classées par lettres et par chiffres. La lettre "S" désigne la nage libre, le dos et le papillon; "SB" la brasse; et "SM" le medley. Les chiffres désignent la nature et la lourdeur du handicap, :
- 1 à 10 : handicaps physiques divers, classés en général par gravité plutôt que par type. (Pour la brasse, les chiffres ne vont que de 1 à 9. SB1 correspond à S1 et S2, puis SB2 à S3, etc., jusqu'à SB9 qui équivaut à S10.) 
  - 1 : désigne les handicaps les plus lourds : handicaps lourds des quatre membres, voire du tronc également ; cela inclut les athlètes ne pouvant se déplacer dans l'eau que par des mouvements d'épaule, sur le dos. (Exemple : le Grec Christos Tampaxis.)
  - 2 : grave difficultés de coordination des quatre membres ; ou athlètes ayant l'usage de leur bras mais aucun usage des mains, des jambes ou du tronc. (Exemple : le Britannique Jim Anderson, atteint d'infirmité motrice cérébrale.)
  - 3 : similaire au S2, mais niveau de handicap moins lourd. (Exemple : la Singapourienne Yip Pin Xiu, atteinte de dystrophie musculaire.)
  - 4 : athlètes ayant l'usage de leurs bras, une faiblesse aux mains et aucun usage de leur tronc et jambes ; ou difficultés de coordination affectant les quatre membres et en particulier les jambes ; ou perte / amputation de trois membres. (Exemples : le Français David Smétanine, tétraplégique ; la Japonaise Mayumi Narita, atteinte de myélite et quadraplégique.)
  - 5 : athlètes ayant le plein usage de leurs bras et mains, mais aucun usage de leur tronc et jambes ; ou difficultés moins sévères de coordination des quatre membres. (Exemples : le Chinois He Junquan, qui n'a pas de bras ; la Française Béatrice Hess, atteinte d'infirmité motrice cérébrale.)
  - 6 : athlètes ayant le plein usage de leurs bras et de leurs mains, un usage limité de leur tronc, et aucun usage de leurs jambes ; ou difficultés moindres de coordination des quatre membres ; ou perte totale d'usage d'un bras et d'une jambe du même côté du corps ; ou athlètes nains. (Exemples : le Britannique Sascha Kindred, atteint d'infirmité motrice cérébrale sur la partie droite du corps ; la Néerlandaise Mirjam de Koning, paraplégique ; la Britannique Eleanor Simmonds, athlète naine qui remporta deux médailles d'or aux Jeux de 2008 à l'âge de 13 ans.)
  - 7 : athlètes ayant le plein usage de leurs bras et tronc, et un usage partiel de leurs jambes ; ou faiblesse ou problèmes de coordination d'un côté du corps ; ou perte d'usage majeure de deux membres. (Exemple : l'Australienne Katrina Porter, atteinte d'arthrogrypose.)
  - 8 : athlètes ayant le plein usage de leurs bras et tronc et un usage partiel de leurs jambes (supérieur à la catégorie 7) ; ou perte de deux membres. (Exemple : l'Américaine Jessica Long, amputée des deux jambes.)
  - 9 : sévère handicap à un membre, ou perte d'un membre ; ou légers problèmes de coordination. (Exemple : la Sud-Africaine Natalie du Toit, amputée de la jambe gauche, qui a également pris part aux Jeux olympiques (avec une prothèse).)
  - 10 : légère faiblesse aux jambes ; ou mouvements restreints au niveau du bassin ; ou handicap des deux pieds ; ou handicap léger d'une partie d'un membre. (Exemples : l'Australien Rick Pendleton, né sans main gauche, ou l'Australien Matthew Cowdrey, né sans avant-bras gauche.)
- 11 à 13 : cécité (11) ou handicap visuel. Les athlètes aveugles portent des lunettes de natation noircies pour s'assurer de leur égalité. Puisqu'ils ne peuvent voir le bord du bassin, un assistant le leur indique d'une tape sur la tête.

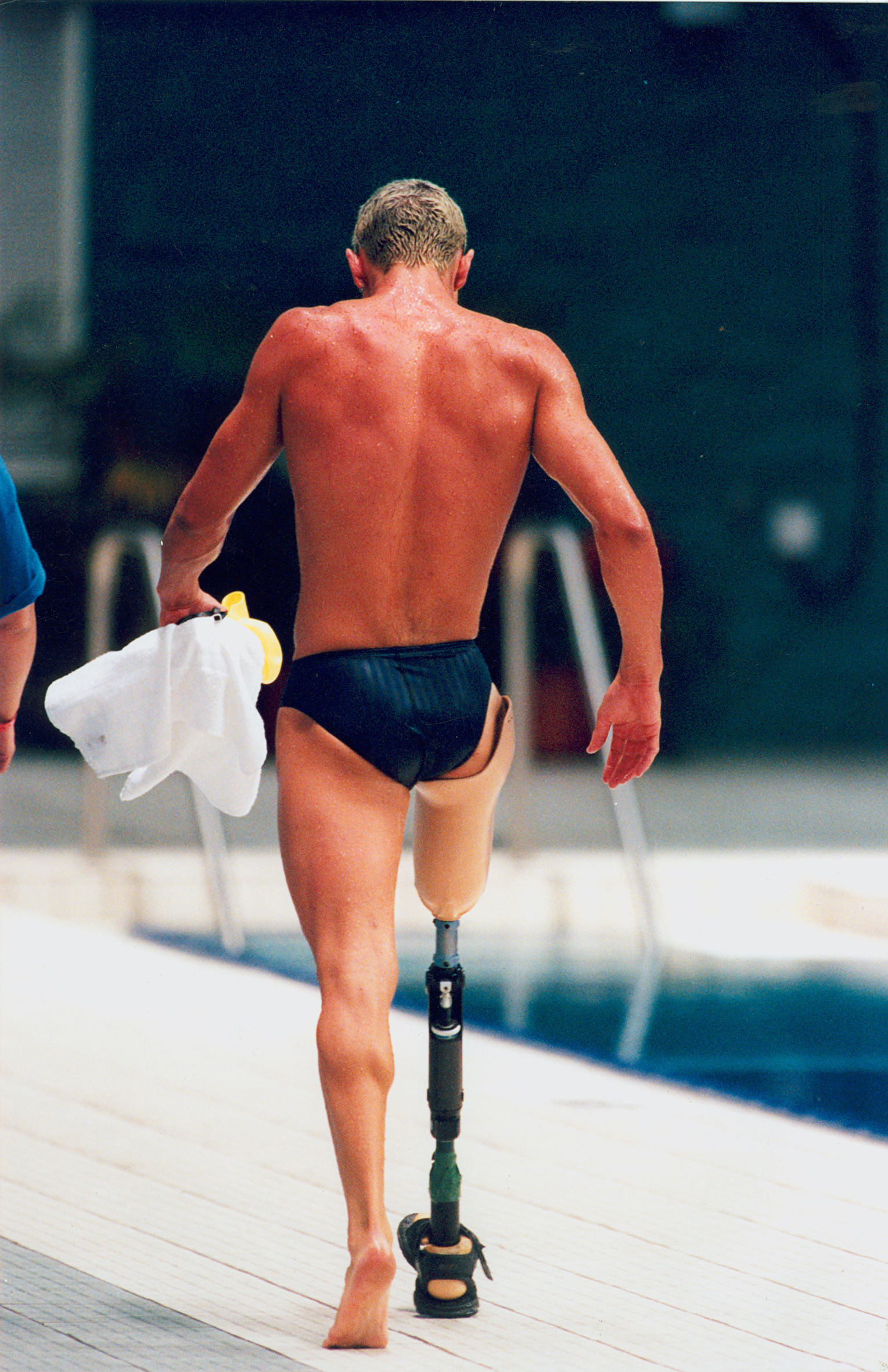
L'Australien Cameron de Burgh, médaille d'argent à l'épreuve de nage libre catégorie S7 aux Jeux de 1996.

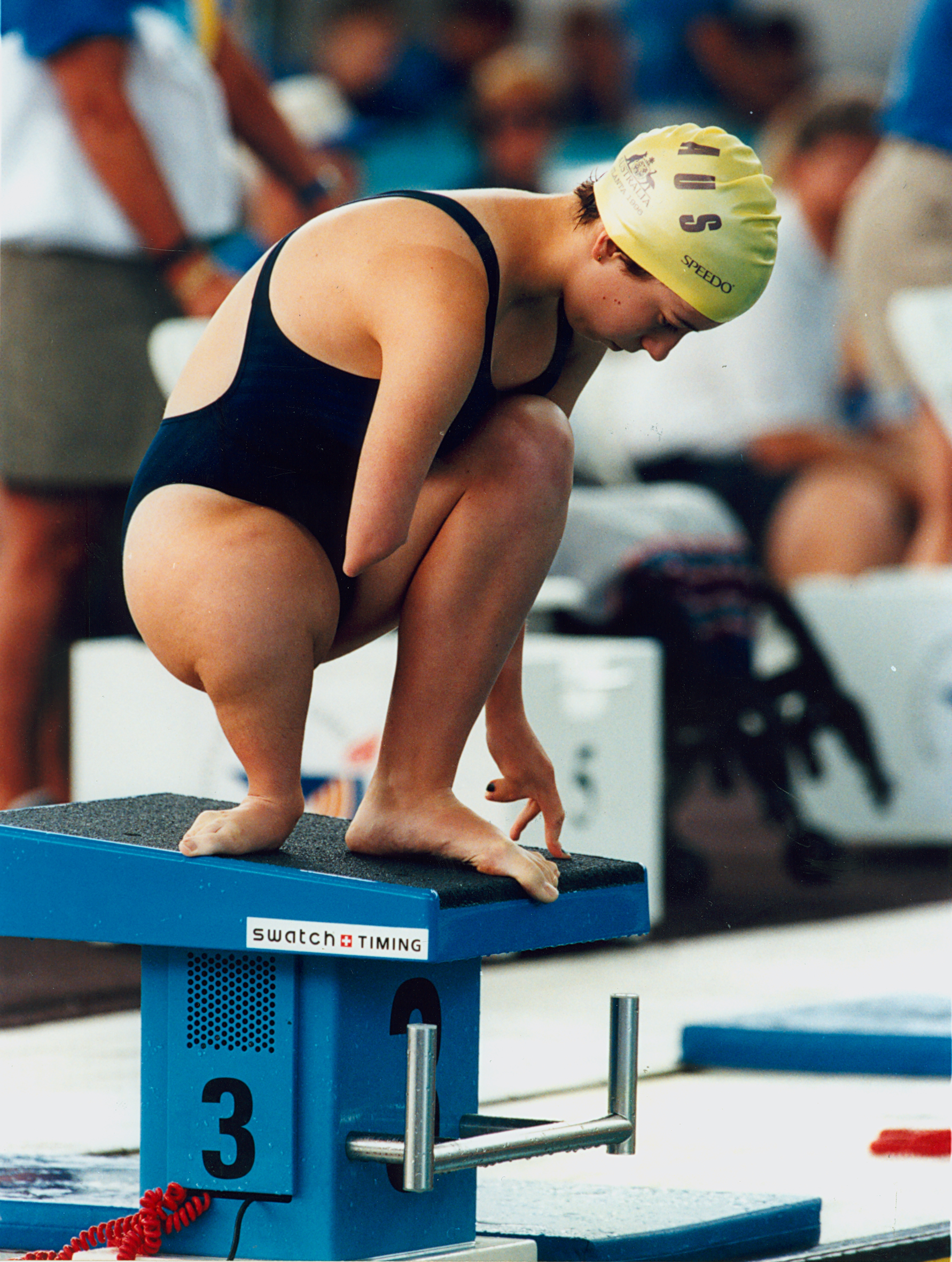
Nageuse australienne aux Jeux de 1996.

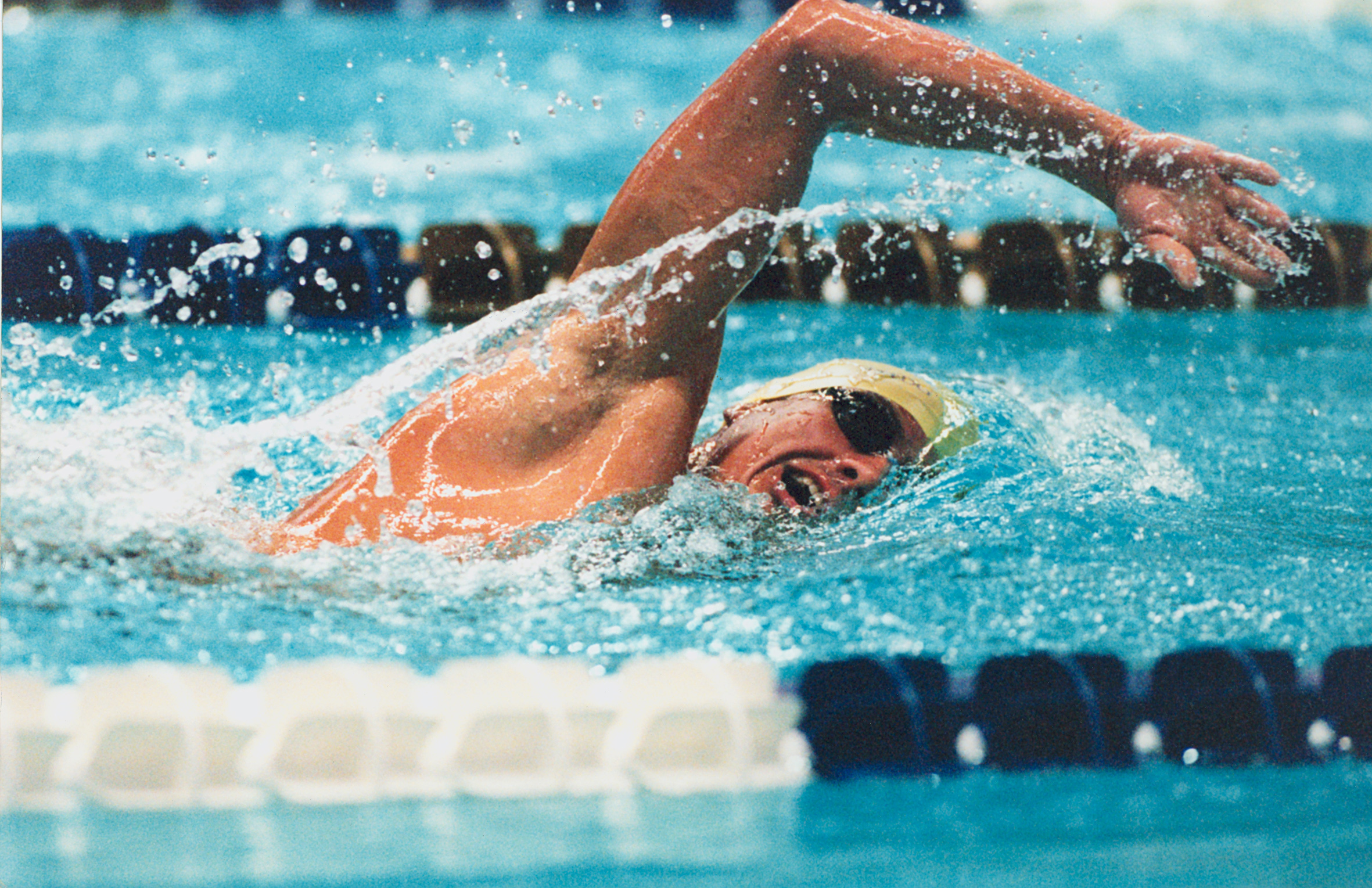
Le nageur australien malvoyant Jeff Hardy (S12).

- 14 : handicap mental.

#### Rugby
Le rugby aux Jeux paralympiques se pratique en fauteuil roulant, en intérieur ; les athlètes doivent être handicapés non seulement des membres inférieurs, mais aussi du tronc et d'au moins un bras. Les athlètes sont classés selon leur niveau de handicap, recevant un nombre de 'points' entre 0.5 et 3.5, le score de 0.5 correspondant aux handicaps les plus lourds. En dessous d'un score de 2, les joueurs sont principalement des « bloqueurs » sur le terrain, ayant des difficultés majeures à porter et passer le ballon. Chaque équipe a quatre joueurs sur le terrain, dont le total de points de handicaps ne doit pas dépasser 8. (Par exemple, une équipe peut comporter deux joueurs à 1 point, un joueur à 2.5 et un joueur à 3.5.) Les équipes sont mixtes. Il n'y a pas de règle quant à la mixité, et les équipes sont souvent exclusivement masculines, mais pour chaque joueuse de son équipe sur le terrain, une équipe a droit à un demi-point de handicap supplémentaire (soit un total de 8.5 pour une équipe de trois hommes et une femme, par exemple),.

#### Taekwondo
Une seule épreuve par catégorie de poids a été retenu pour sa première apparition en 2020 :
- K44 : Les athlètes K44 auront au minimum une perte de la main par le poignet ou un bras raccourci de manière équivalente.

#### Tennis
Il y a six épreuves de tennis : simple messieurs, simple dames, double messieurs, double dames, simple quad et double quad. Toutes se déroulent en fauteuil roulant. Les épreuves quad, mixtes, regroupent les athlètes qui ont un handicap de la partie supérieure du corps aussi bien que de la partie inférieure. Ces derniers peuvent utiliser un fauteuil roulant électrique, et attacher leur raquette à leur main s'il leur est difficile de la tenir,.

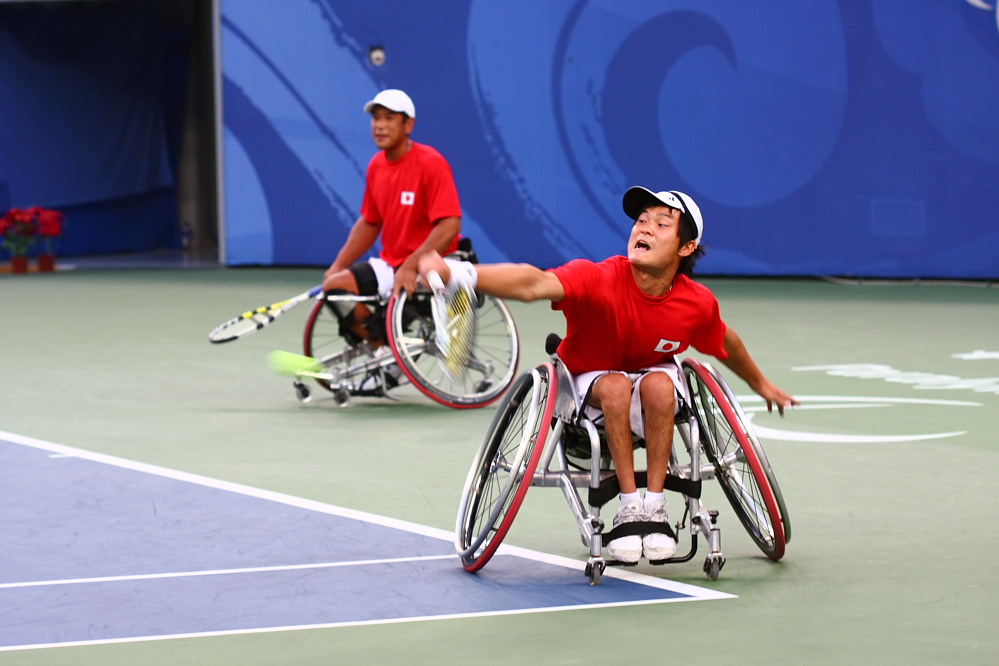
Shingo Kunieda et Satoshi Saida (Japon) lors de l'épreuve doubles messieurs de tennis aux Jeux de 2008.

#### Tennis de table
Les athlètes sont classés selon la nature et le degré de leur handicap. Il y a onze catégories,, et donc potentiellement jusqu'à 44 épreuves paralympiques (individuelles hommes, individuelles dames, doubles hommes, doubles dames). En pratique, certaines catégories sont fusionnées ; ainsi, aux Jeux de 2008, il y avait une épreuve conjointe pour les catégories 4 et 5 pour les hommes en individuel, ainsi que pour 9 et 10 ; de même pour les catégories 6 et 7 pour les dames.
- 1 à 5 : joueurs en fauteuil roulant. Les athlètes de catégorie 1 ont les handicaps les plus lourds, qui affectent sévèrement leurs bras aussi bien que leurs jambes. Les athlètes de catégorie 5 n'ont aucun handicap du tronc ou des bras, mais uniquement de la partie inférieure du corps.
- 6 à 10 : joueurs debout, ambulants. La catégorie 6 désigne des handicaps lourds, affectant l'équilibre, le bras tenant la raquette, et les jambes à la fois. Les athlètes de catégorie 10 ont par exemple des troubles d'équilibre minimaux, ou une amputation partielle d'un bras.
- 11 : handicapés mentaux.

La Polonaise Natalia Partyka, qui a pris part aux Jeux olympiques aussi bien que paralympiques, est une joueuse de catégorie 10, née sans avant-bras droit.

#### Tir
La catégorisation en tir est simple :
- SH1 : athlètes capables de porter le pistolet ou la carabine
- SH2 : athlètes requérant un support pour le pistolet ou la carabine.

La catégorie SH3, qui existe pour certaines compétitions handisport, est celle des athlètes aveugles ou malvoyants, avec un dispositif auditif. Elle n'est pas proposée aux Jeux paralympiques.

#### Tir à l'arc
Le tir à l'arc se pratique en fauteuil roulant ou debout. Les athlètes debout peuvent s'appuyer sur un haut tabouret si nécessaire, notamment s'ils souffrent de problèmes d'équilibre, selon leur handicap. Par exemple, la Britannique Danielle Brown, atteinte d'algoneurodystrophie aux pieds, concourt debout mais appuyée contre un tabouret,.
Il y a trois catégories :
- ARW1, pour athlètes assis, handicapés des quatre membres, en raison de traumatisme médullaire ou d'infirmité motrice cérébrale ;
- ARW2, pour athlètes en fauteuil roulant ayant le plein exercice de leurs bras ;
- ARST, pour athlètes debout ayant le plein exercice de leurs bras mais atteints d'un handicap aux jambes. Cette catégorie englobe certains amputés ou athlètes atteints d'infirmité motrice cérébrale.

L'Italienne Paola Fantato, quintuple championne paralympique, était atteinte de poliomyélite. Elle est l'une des rares athlètes paralympiques à avoir participé également aux Jeux olympiques, en 1996.

#### Triathlon
Discipline admise en 2016, l'épreuve de paratriathlon se compose de 750 m en natation, 20 km à vélo, et de 5 km en course à pied (distance S),.
Le nombre de catégories représentées est réduit à trois sur les cinq catégories existantes, avec une soixantaine de paratriathlètes qui se disputeront dix-huit médailles olympiques. Les catégories sélectionnées pour ces premiers jeux sont PT1,PT2 et PT4 pour les hommes  et PT2 PT4 et PT5 pour les femmes.

#### Voile
Il y a trois épreuves : seul (en 2.4mR), à deux (en SKUD 18) ou à trois (en Sonar). Une équipe à trois doit inclure au moins une femme ; toutes les épreuves sont mixtes. Les athlètes dans une même équipe peuvent avoir des handicaps très divers. Chaque athlète est catégorisé par un chiffre selon son degré de handicap (de 1, le plus lourd, à 7, le moins lourd). Pour l'épreuve en solo, tous les niveaux de handicap (1 à 7) sont admis. Pour l'épreuve à deux, l'un des équipiers doit avoir un handicap lourd (classé 1 ou 2), tandis que son coéquipier peut avoir n'importe quel niveau de handicap (1 à 7). Pour l'épreuve à trois, le total de « points » des niveaux de handicap des trois équipiers ne doit pas dépasser 14 (par exemple, un équipier classé 3, un classé 4 et un classé 7),.
Les niveaux correspondent par exemple aux handicaps suivants :
- 1 : quadriplégie, ou amputation totale des deux bras jusqu'à l'épaule. (Par exemple, l'Arménien Mher Avanesyan.)
- 2 : amputation des deux bras, dont amputation du coude sur au moins un bras
- 3 : amputation des deux bras sous le coude, ou d'une jambe genou compris et d'un bras coude compris, ou cécité
- 4 : amputation d'un bras jusqu'à l'épaule, ou des deux jambes genoux compris, ou des deux jambes sous le genou sans prothèse
- 5 : amputation d'un bras coude compris, ou des deux jambes dont une genou compris avec prothèse, ou handicap visuel sévère
- 6 : amputation des deux jambes sous le genou avec prothèses, ou d'un bras sous le coude
- 7 : amputation d'une jambe genou compris, ou d'une jambe sous le genou avec prothèse, ou handicap visuel moindre.

#### Volleyball
Le volleyball aux Jeux paralympiques se pratique en position assise. Il n'y a pas de catégories ou de classifications ; tous les athlètes handicapés peuvent y prendre part, à condition de demeurer assis (c'est-à-dire de conserver au moins une fesse au sol à tout moment). Le terrain est de dix mètres sur six ; le filet a une hauteur de 1,15 mètre pour les hommes et 1,05 mètre pour les dames. Les hommes jouent à cinq par équipe, les dames à quatre.
L'Iran est la puissance dominante en volleyball masculin, ayant remporté l'épreuve cinq fois sur six entre 1988 et 2008 (n'obtenant "que" la médaille d'argent en 2004).

### Classifications par discipline d'hiver

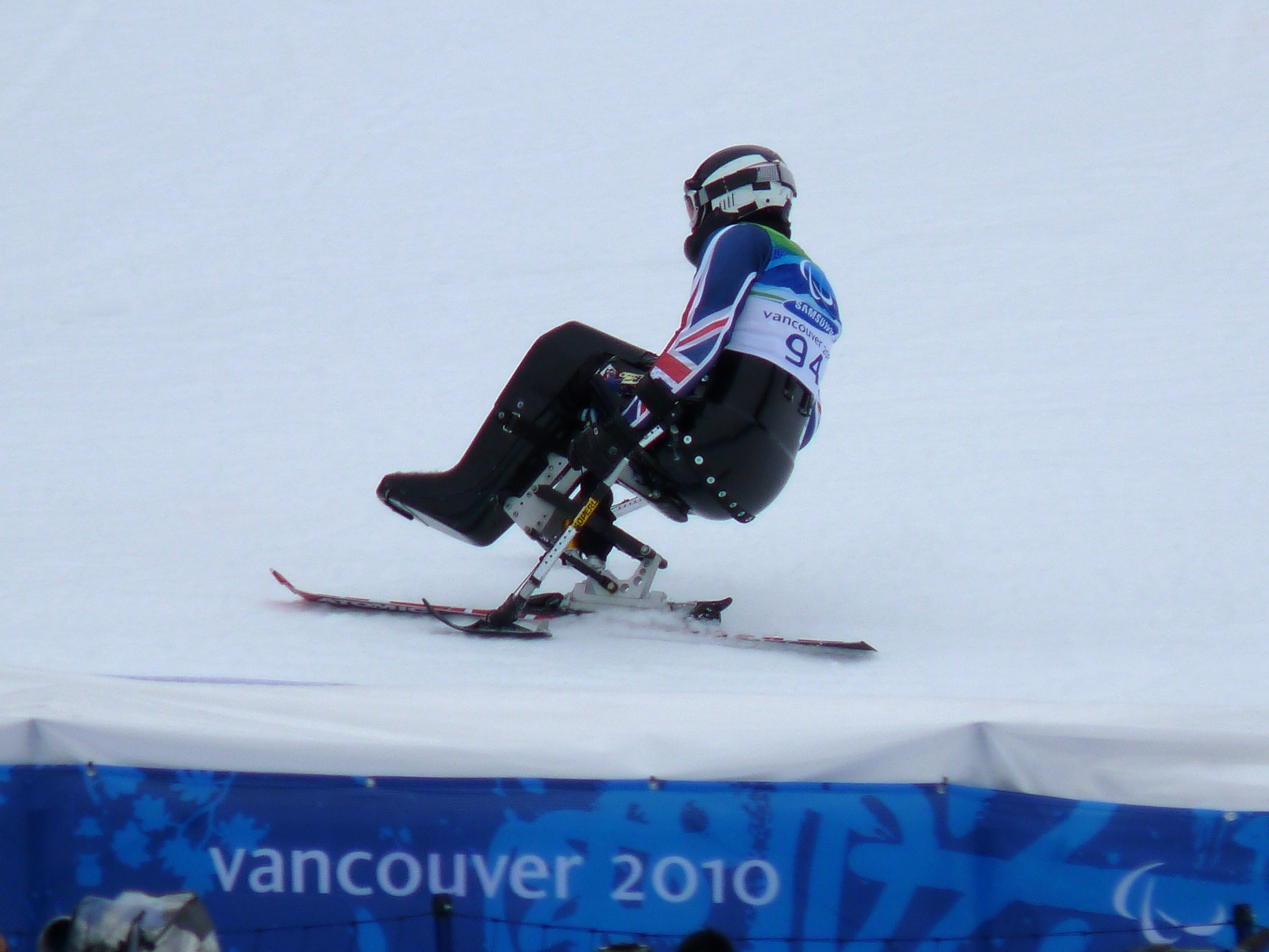
Le Britannique Talan Skeels-Piggins lors de l'épreuve de slalom en ski alpin en monoski aux Jeux de 2010.

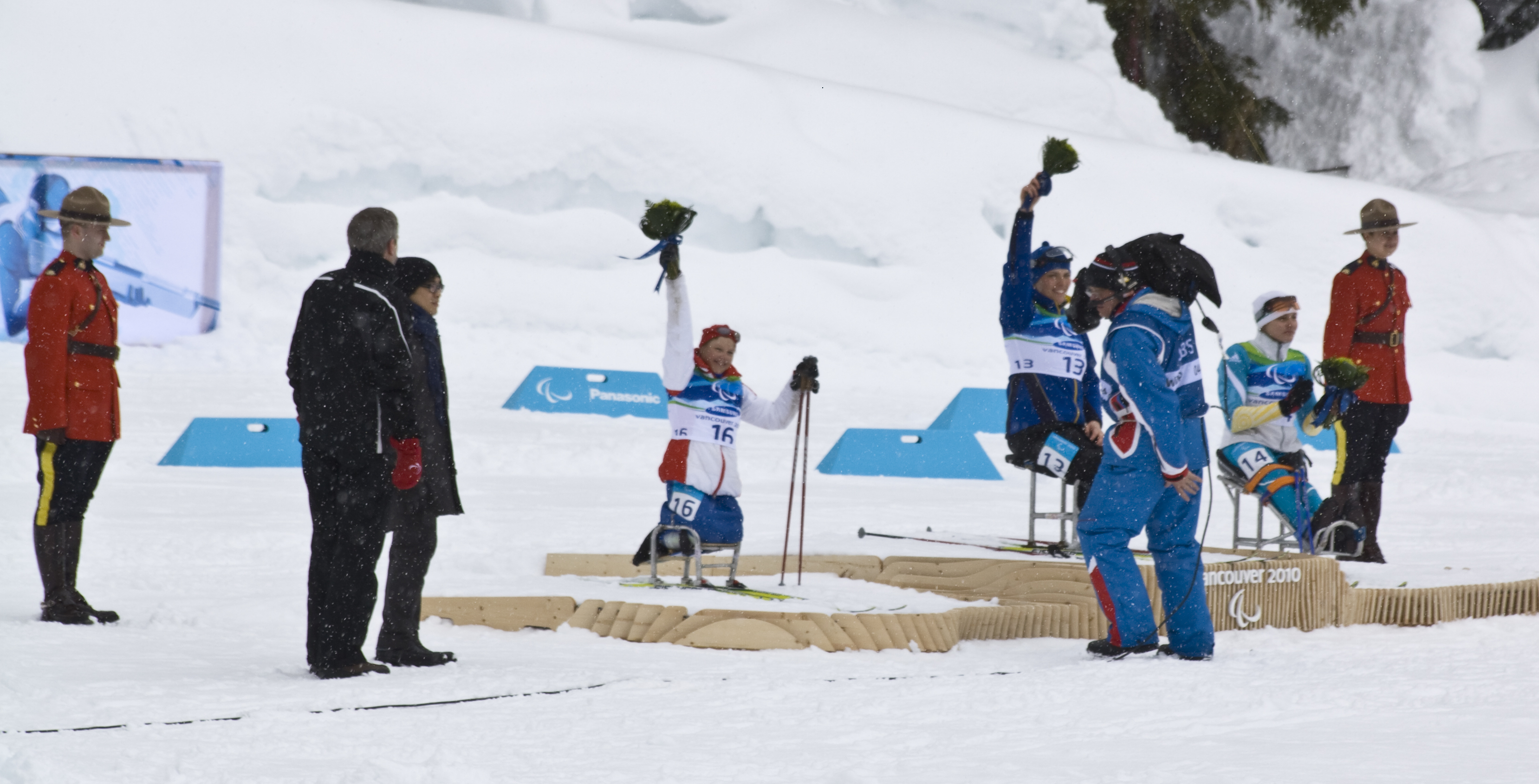
Podium du biathlon femmes assis aux Jeux de 2010. (Médaille d'or : l'Ukrainienne Olena Iurkovska).

#### Curling
Le curling aux Jeux paralympiques se pratique en fauteuil roulant, en équipes de quatre, mixtes. Il n'y a pas de catégorisation plus précise.

#### Hockey sur luge
Le hockey sur luge est ouvert aux athlètes handicapés de la partie inférieure du corps, sans catégories plus précises. Depuis les Jeux de 2010, les équipes peuvent être mixtes, sans que cela ne soit une obligation.

#### Ski alpin
Le ski alpin handisport, aux Jeux paralympiques, se décompose, comme pour les valides, en cinq épreuves : descente, slalom, salon géant, super G, et super combiné. Il est ouvert aux athlètes ayant diverses formes de handicap : amputations, infirmité motrice cérébrale, autres formes de handicap moteur, et aux athlètes aveugles ou malvoyants. Les catégories sont les suivantes :
- B1 à 3 : handicap visuel. La catégorie B1 désigne la cécité. Les athlètes dans ces catégories sont guidés par un skieur valide.
- LW1 à 9 : athlètes debout, avec divers handicaps physiques. En catégorie 1, désignant le niveau de handicap le plus lourd, sont classés les athlètes amputés des deux jambes au-dessus du genou (et ayant des prothèses), atteints de paraplégie partielle, ou d'infirmité motrice cérébrale affectant les deux jambes et/ou affectant de manière significative l'équilibre. La catégorie 2 est celle des amputés d'une jambe (au-dessus du genou), ou handicap équivalent. 3 : handicaps similaires à la catégorie 1 mais moins sévères. 4 : handicap affectant une jambe (moins sévère qu'en catégorie 2). Les athlètes catégorisés 1 à 4 utilisent deux bâtons de ski. Les catégories 5 à 7 regroupent les athlètes amputés des deux bras ou ayant une incapacité totale à se servir de leurs mains. Les athlètes catégorisés 6 à 8 ont un tel handicap au niveau d'un seul bras ou d'une seule main, et utilisent un bâton de ski dans leur main valide. La catégorie 9 regroupe divers handicaps moindres.
- LW10 à 12 : athlètes assis, en monoski. En catégorie 10, les athlètes souffrent de sérieux problèmes d'équilibre, et de force minimale dans le haut du corps. Les athlètes catégorisés 11 et 12 ont des problèmes d'équilibre moins sévères.

#### Ski nordique
Les catégories en ski nordique sont les mêmes qu'en ski alpin, si ce n'est qu'il n'y a pas de catégorie LW1. Les athlètes n'ayant pas l'usage d'au moins une jambe ne peuvent donc pas concourir aux épreuves debout, et doivent concourir dans les catégories pour athlètes assis. Tout comme en ski alpin, les athlètes aveugles ou malvoyants sont accompagnés par un guide valide.

#### Snowboarding
Le snowboard est inclus pour la première fois aux Jeux paralympiques d'hiver de 2014. Pour ces premiers Jeux, il est réservé aux athlètes handicapés des membres inférieurs et concourant debout. Deux podiums sont en jeu : un pour les hommes, et un pour les femmes. Ce sont des épreuves de descente (vitesse), formellement catégorisées comme faisant partie des épreuves de ski alpin.

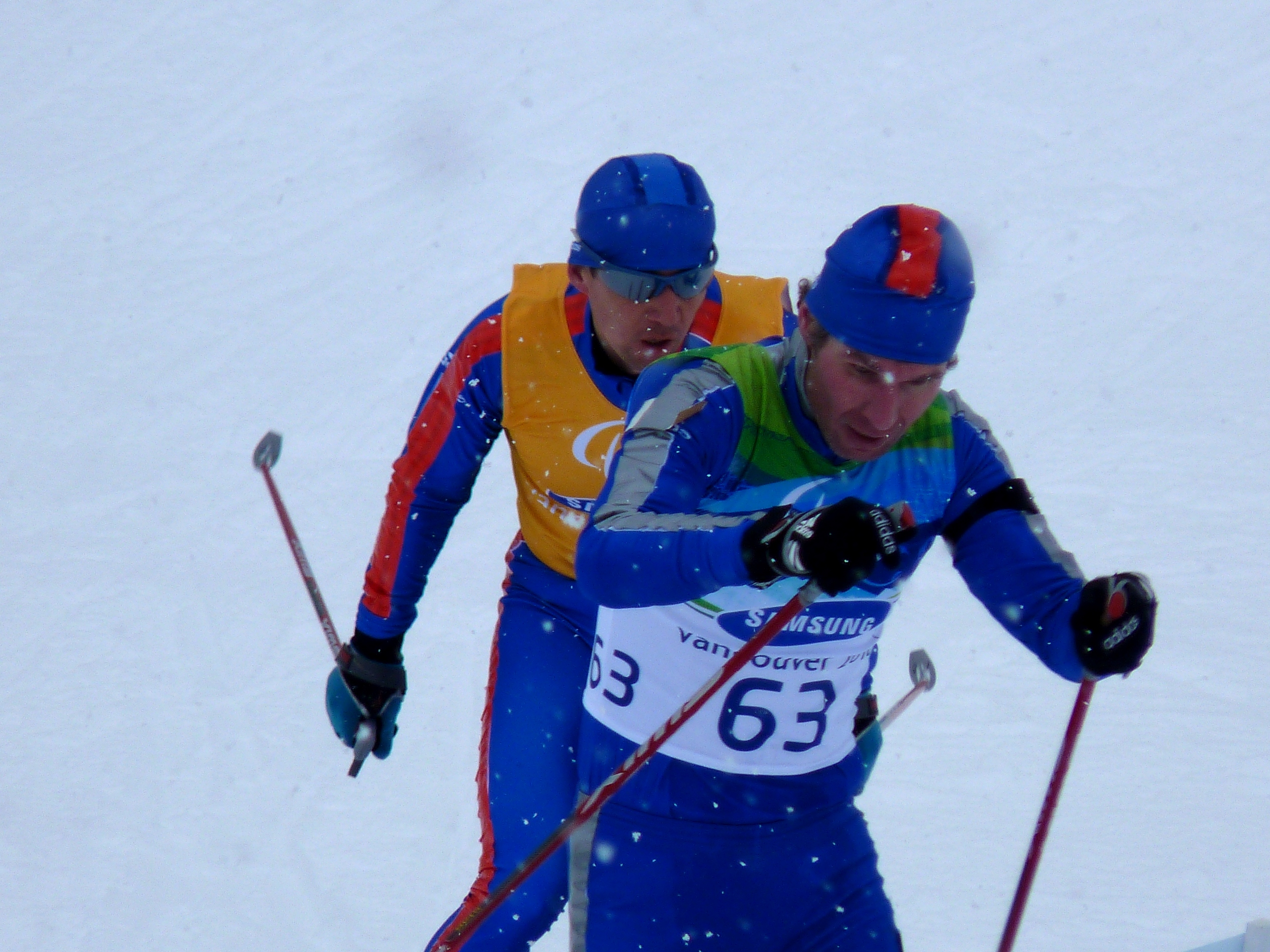
Biathlon : épreuve pour handicapés visuels aux Jeux de 2010. Ici, le Russe Irek Mannanov avec son guide Salavat Gumerov.
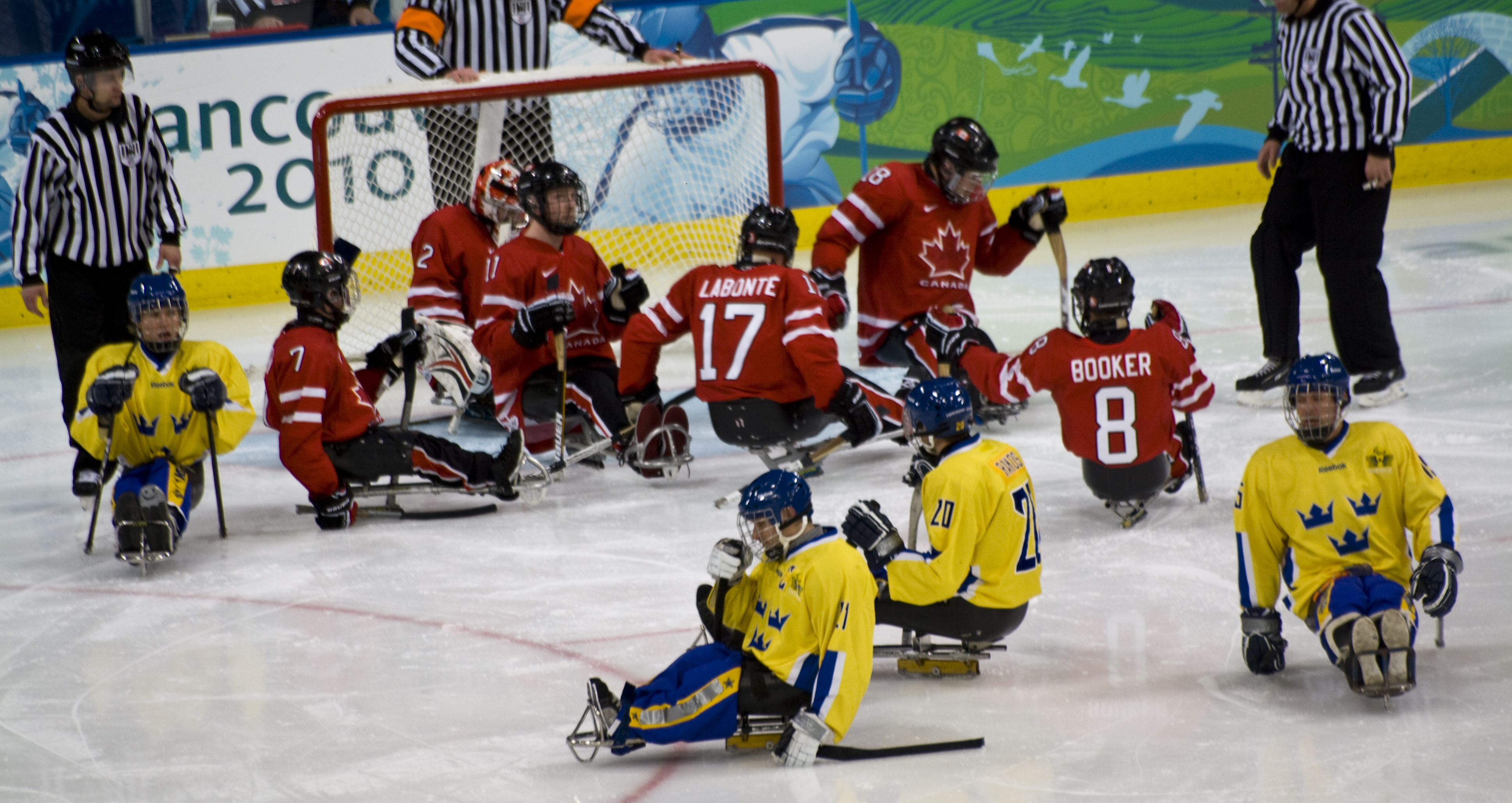
Canada contre Suède en hockey sur luge aux Jeux de 2010.
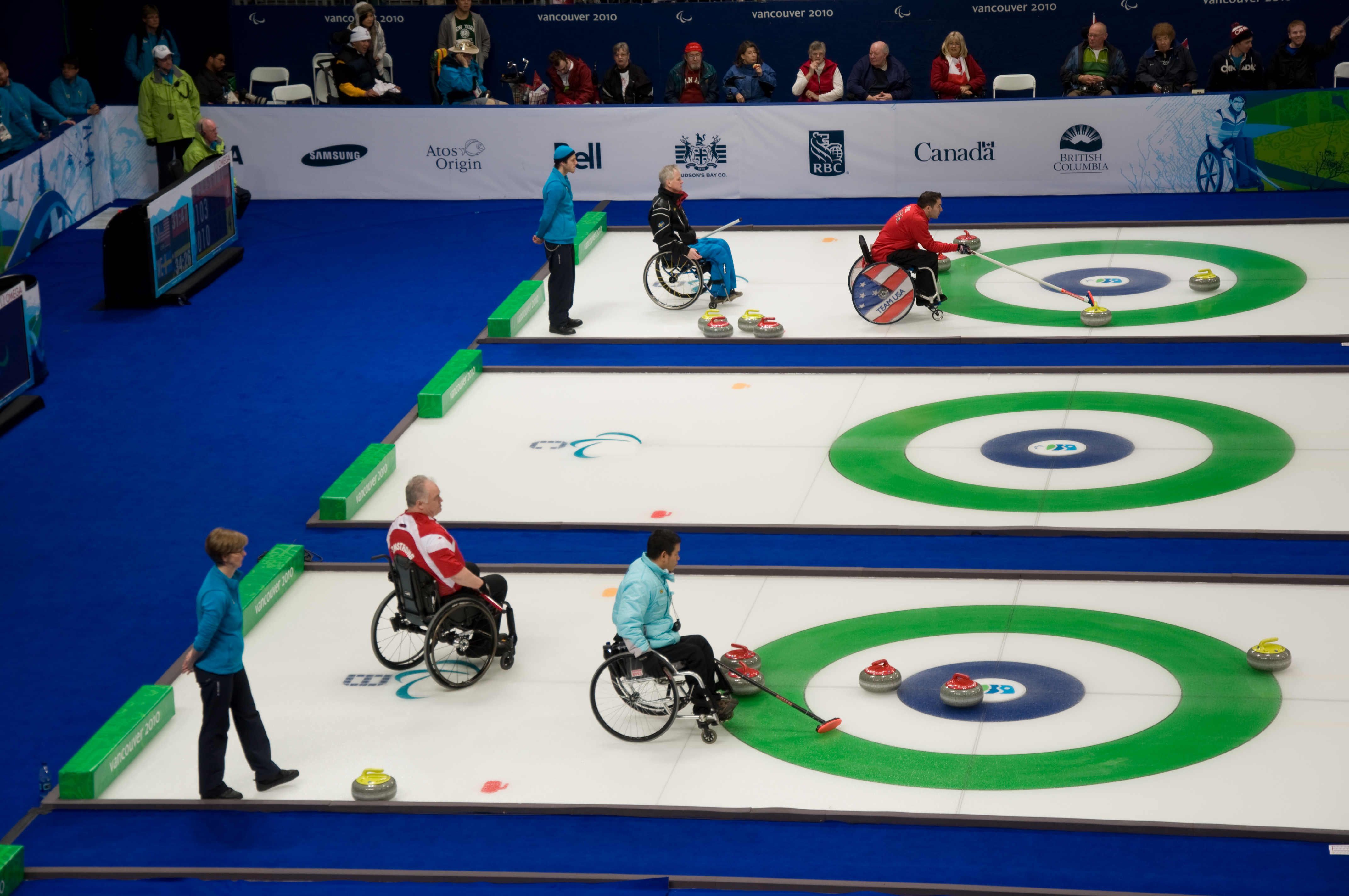
Curling aux Jeux de 2010. Au premier plan, la finale : Corée du Sud contre Canada.